# Métro de Bruxelles
Vous lisez un « bon article » labellisé en 2007.
Le métro de Bruxelles est un moyen de transport en commun rapide desservant une grande partie de la région de Bruxelles-Capitale en Belgique. Il consiste en quatre lignes de métro lourd en site propre, les lignes 1, 2, 5 et 6, totalisant 39,9 de kilomètres de voies, dont 37,5 km souterraines. Le réseau prémétro consiste en trois lignes de trams (4, 7 et 10) partiellement souterraines qui offrent, sur la majeure partie de leurs parcours, un service comparable à celui du métro. Le métro possède cinquante-neuf stations de métro lourd, quinze de prémétro, sept ayant une correspondance avec une autre ligne. Avec 39,9 km (lignes de prémétro non comptées), il est classé 92e du monde en longueur.
Le premier projet de métro fut conçu en 1892. En 1969, fut mis en service un premier embryon du projet, un tunnel fonctionnant en prémétro et reliant six stations. C'est le 20 septembre 1976 que la première ligne de métro fut mise en service.
L’exploitation du métro de Bruxelles est assurée par la STIB (Société des Transports Intercommunaux de Bruxelles). Cette entreprise publique assure également l’exploitation des tramways et de la majorité des bus de la Région de Bruxelles-Capitale. La desserte de Bruxelles et de son agglomération est également assurée par les bus des entreprises publiques De Lijn et TEC, ainsi que par les trains de la SNCB dont les réseaux sont connectés au métro et prémétro en certaines stations. En 2017 le métro transporta près de 152 millions de passagers.
Sur environ 750 000 déplacements quotidiens dans les transports de la STIB, le métro, avec ses 350 000 voyageurs par jour, représente une part de 45 % devant les bus avec 29 % et les trams avec 26 %. Pour le million d’habitants de la région de Bruxelles-Capitale, le métro, favorisé par l’encombrement constant des voies de circulation en surface, joue un rôle déterminant dans la mobilité en ville.
Les nombreuses voies de chemin de fer qui sillonnent la ville servent à installer dans Bruxelles et sa périphérie un réseau RER mis en service en 2015 et en cours de développement, offrant un total de 105 stations (train et métro) sur le territoire des dix-neuf communes de la région de Bruxelles-Capitale et 15 stations en périphérie. Les gares les plus importantes du réseau national et international : la gare du Midi, la gare centrale, la gare du Nord et la gare de Bruxelles-Schuman sont dotées d'une station de métro en connexion avec les trains Intercity et les chemins de fer internationaux. D'autres gares moins importantes (Bockstael, Tour et Taxis, Simonis, Bruxelles-Ouest, Anderlecht, Mérode) sont également dotées d'une station de métro.
Le métro bruxellois est le seul métro de Belgique. La ville d'Anvers possède un prémétro, faisant partie intégrante de son réseau de tramway. Charleroi dispose d'un réseau de métro léger. Quant à la ville de Gand, elle possède un réseau de tramway. Il y a aussi un tramway de la côte belge (une ligne, la plus longue ligne de tram à écartement métrique du monde), et un tramway de Liège est en service depuis avril 2025.

## Réseau

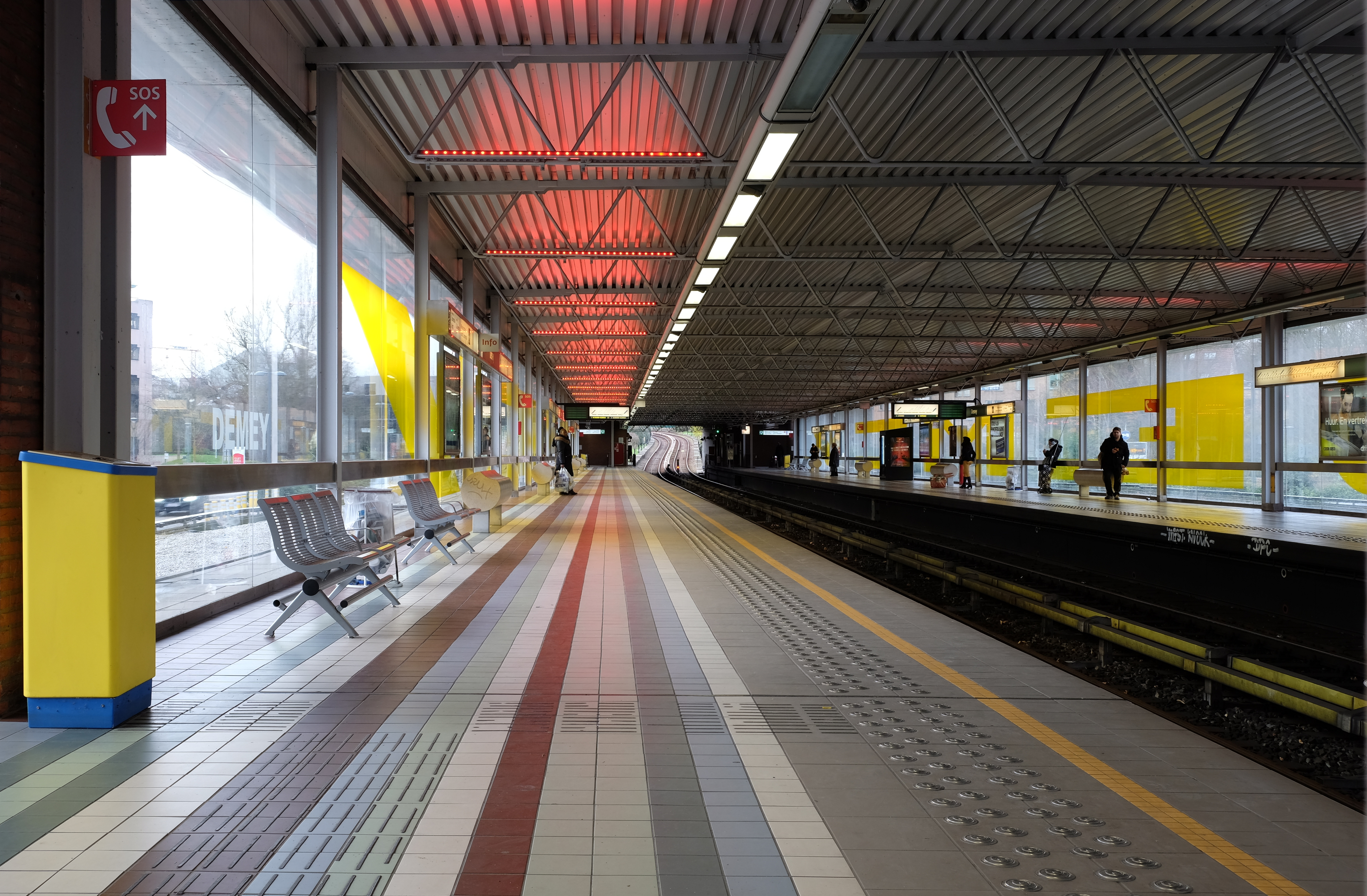
La station Demey est située en surface, un arrêt avant le terminus est de la ligne 5.

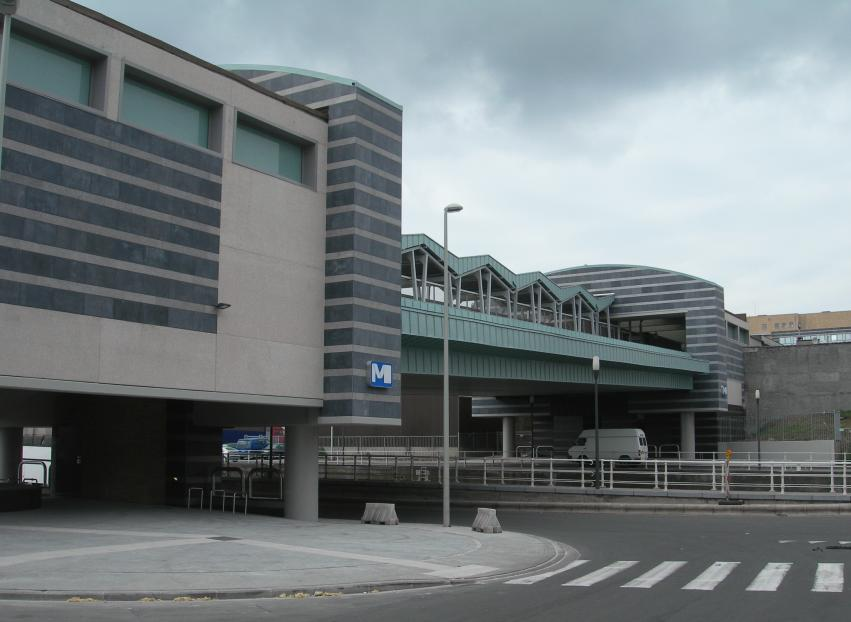
La dernière station construite appelée Delacroix a été inaugurée en 2006.

### Les lignes
Les lignes 1 et 5 (anciennement 1A et 1B) traversent la région d’ouest en est et partagent un tronçon commun sous le centre-ville, ce qui lui assure une haute fréquence (3 minutes d'intervalle en heure de pointe). Les lignes 1 et 5 se séparent aux extrémités du tronçon commun. La ligne 2 entoure le centre-ville par un tracé qui boucle à la station Simonis. Ce tracé a été inauguré en 2009, et est dédoublé par la ligne 6, qui se prolonge ensuite vers le Nord.
Le métro de Bruxelles assure une desserte fine de la ville, souvent calquée sur les anciens arrêts de trams. Les stations sont donc très rapprochées, 591 m en moyenne pour le Métro et le Prémétro.
Le métro de Bruxelles a pour but d’atteindre une vitesse commerciale de 30 km/h. La limite de vitesse des rames est de 72 km/h. Pour des raisons d'économie d'énergie la vitesse maximale de la ligne 2 est limitée à 50 km/h.
Le métro bruxellois est souterrain à 86 %, soit 75,2 km de voies simples. Quelques tronçons (12,1 km de voies simples) sont à l’air libre tels qu’à l’est de Bruxelles à Demey ou à Alma par exemple. Les tunnels du métro sont à quelques dizaines de mètres de profondeur, sauf au niveau de la station Yser située à proximité du canal. L’axe du prémétro sous les grands boulevards du centre - à l'intérieur de la Petite Ceinture qui entoure le centre-ville - a été aménagé sous l’ancien voûtement de la Senne situé sous les boulevards. Sous la petite ceinture, la ligne 2, se situe sur le côté extérieur des tunnels de la voie rapide automobile qui contourne le centre. Au sud, elle s’écarte de ce tracé à partir de la Gare du Midi avant de remonter en surface derrière les abattoirs afin d’enjamber le canal. Ensuite, elle rejoint la station Simonis, fermant la boucle de cette ligne qui ceinture le centre de la ville.
À l'est et à l'ouest de la ville, le métro réutilise des emprises prévues à l'origine pour la mise à quatre voies des lignes 26 et 28 de chemin de fer, assiettes qui n'avaient jamais été utilisées.
Les voies souterraines du métro sont toujours placées dans un tunnel unique. La circulation des trains s’effectue à droite comme dans toutes les autres lignes de trams et métros de Belgique - sauf entre Midi et Roi Baudouin où la circulation s’effectue à gauche. Le passage d'un sens à l'autre se fait à la gare du Midi, où les deux voies du métro ne sont pas au même étage de manière à permettre la correspondance dans tous les sens avec le prémétro, soit horizontalement (d'une voie à l'autre sur un même quai), soit verticalement (par escalier, escalator ou ascenseur). L’alimentation électrique se fait par un troisième rail latéral, la tension électrique étant de 900 V continu.
Le gabarit des rames du métro est relativement classique avec près de 2,70 mètres. Les convois ont une capacité allant de 276  à   744 passagers, ce nombre variant selon la génération et la taille des rames. Toutes les lignes du métro sont constituées de voies permettant une vitesse allant jusqu'à 72 km/h, ce qui est élevé pour un transport urbain, mais c'est peut-être trop peu pour que les nouvelles rames puissent être livrées en roulant sur leurs propres roues dans un train de marchandises ordinaire (en profitant de ce que le métro bruxellois, comme le réseau belge des chemins de fer, est à voie normale et qu'il y a trois raccordements industriels entre les deux).
| Ligne | Caractéristiques | Caractéristiques          | Caractéristiques          | Caractéristiques          | Caractéristiques            | Caractéristiques                              | Caractéristiques                         | Caractéristiques          | Caractéristiques          |
| 1     | Gare de l’Ouest ⥋ Stockel | Gare de l’Ouest ⥋ Stockel | Gare de l’Ouest ⥋ Stockel | Gare de l’Ouest ⥋ Stockel | Gare de l’Ouest ⥋ Stockel   | Gare de l’Ouest ⥋ Stockel                     | Gare de l’Ouest ⥋ Stockel                | Gare de l’Ouest ⥋ Stockel | Gare de l’Ouest ⥋ Stockel |
| ----- | --- | ------------------------- | ------------------------- | ------------------------- | --------------------------- | --------------------------------------------- | ---------------------------------------- | ------------------------- | ------------------------- |
| 1     | Ouverture / Fermeture 4 avril 2009 / —                                                                                        | Longueur 12,5 km          | Durée 26 min              | Nb. d’arrêts 21           | Matériel M6, Boa M7         | Jours de fonctionnement L, Ma, Me, J, V, S, D | Jour / Soir / Nuit / Fêtes O / O / O / O | Voy. / an —               | Dépôt Delta               |
| 1     | Desserte : Molenbeek-Saint-Jean, Koekelberg, Bruxelles-Ville, Etterbeek, Woluwe-Saint-Pierre, Woluwe-Saint-Lambert            |                           |                           |                           |                             |                                               |                                          |                           |                           |
| 1     | Autre : - Voir l'article : Ligne 1 du métro de Bruxelles - Une rame toutes les 5 minutes en heures de pointe.                 |                           |                           |                           |                             |                                               |                                          |                           |                           |
| 1     | Dernière actualisation : — |                           |                           |                           |                             |                                               |                                          |                           |                           |
| 2     | Élisabeth ⥋ Simonis | Élisabeth ⥋ Simonis       | Élisabeth ⥋ Simonis       | Élisabeth ⥋ Simonis       | Élisabeth ⥋ Simonis         | Élisabeth ⥋ Simonis                           | Élisabeth ⥋ Simonis                      | Élisabeth ⥋ Simonis       | Élisabeth ⥋ Simonis       |
| 2     | Ouverture / Fermeture 2 octobre 1988 / —                                                                                      | Longueur 10,3 km          | Durée 20 min              | Nb. d’arrêts 19           | Matériel U5, M6 Boa         | Jours de fonctionnement L, Ma, Me, J, V, S, D | Jour / Soir / Nuit / Fêtes O / O / O / O | Voy. / an —               | Dépôt Jacques Brel        |
| 2     | Desserte : Koekelberg, Molenbeek-Saint-Jean, Anderlecht, Saint-Gilles, Bruxelles-Ville, Ixelles, Saint-Josse-ten-Noode        |                           |                           |                           |                             |                                               |                                          |                           |                           |
| 2     | Autre : - Voir l'article : Ligne 2 du métro de Bruxelles - Une rame toutes les 5 minutes en heures de pointe.                 |                           |                           |                           |                             |                                               |                                          |                           |                           |
| 2     | Dernière actualisation : — |                           |                           |                           |                             |                                               |                                          |                           |                           |
| 5     | Herrmann-Debroux ⥋ Érasme | Herrmann-Debroux ⥋ Érasme | Herrmann-Debroux ⥋ Érasme | Herrmann-Debroux ⥋ Érasme | Herrmann-Debroux ⥋ Érasme   | Herrmann-Debroux ⥋ Érasme                     | Herrmann-Debroux ⥋ Érasme                | Herrmann-Debroux ⥋ Érasme | Herrmann-Debroux ⥋ Érasme |
| 5     | Ouverture / Fermeture 4 avril 2009 / —                                                                                        | Longueur 17,3 km          | Durée 36 min              | Nb. d’arrêts 28           | Matériel U4, U5, M6, Boa M7 | Jours de fonctionnement L, Ma, Me, J, V, S, D | Jour / Soir / Nuit / Fêtes O / O / O / O | Voy. / an —               | Dépôt Delta               |
| 5     | Desserte : Anderlecht, Molenbeek-Saint-Jean, Koekelberg, Bruxelles-Ville, Etterbeek, Auderghem                                |                           |                           |                           |                             |                                               |                                          |                           |                           |
| 5     | Autre : - Voir l'article : Ligne 5 du métro de Bruxelles - Une rame toutes les 5 minutes en heures de pointe.                 |                           |                           |                           |                             |                                               |                                          |                           |                           |
| 5     | Dernière actualisation : — |                           |                           |                           |                             |                                               |                                          |                           |                           |
| 6     | Élisabeth ⥋ Roi Baudouin | Élisabeth ⥋ Roi Baudouin  | Élisabeth ⥋ Roi Baudouin  | Élisabeth ⥋ Roi Baudouin  | Élisabeth ⥋ Roi Baudouin    | Élisabeth ⥋ Roi Baudouin                      | Élisabeth ⥋ Roi Baudouin                 | Élisabeth ⥋ Roi Baudouin  | Élisabeth ⥋ Roi Baudouin  |
| 6     | Ouverture / Fermeture 4 avril 2009 / —                                                                                        | Longueur 15,5 km          | Durée 30 min              | Nb. d’arrêts 26           | Matériel U5, M6 Boa         | Jours de fonctionnement L, Ma, Me, J, V, S, D | Jour / Soir / Nuit / Fêtes O / O / O / O | Voy. / an —               | Dépôt Jacques Brel        |
| 6     | Desserte : Jette, Koekelberg, Molenbeek-Saint-Jean, Anderlecht, Saint-Gilles, Bruxelles-Ville, Ixelles, Saint-Josse-ten-Noode |                           |                           |                           |                             |                                               |                                          |                           |                           |
| 6     | Autre : - Voir l'article : Ligne 6 du métro de Bruxelles - Une rame toutes les 5 minutes en heures de pointe.                 |                           |                           |                           |                             |                                               |                                          |                           |                           |
| 6     | Dernière actualisation : — |                           |                           |                           |                             |                                               |                                          |                           |                           |

### Les stations

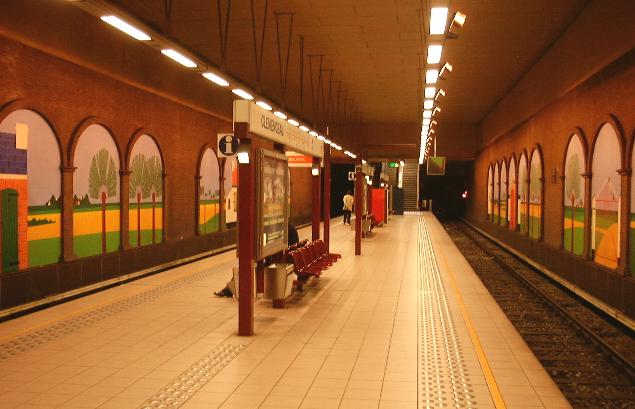
La station Clemenceau possède un quai central (ligne 2).

Le réseau du métro comprend 59 stations de métro et 10 stations en prémétro (ligne 3). La station de métro bruxelloise classique est souterraine et comporte deux voies encadrées par deux quais de 3  à   5 mètres de large. Certaines stations dérogent à cette disposition ; elles possèdent un quai central unique entouré des deux voies (par exemple station Clemenceau). Enfin, les lignes du prémétro Nord-Sud du centre-ville (de Anneessens à Rogier) ont trois quais : un central destiné en principe à l’embarquement, et deux latéraux pour le débarquement (ces rôles ne sont pas toujours respectés par les usagers). Certaines stations, comme Beekkant, Gare du Nord ou Gare de l'Ouest, sont plus complexes. La longueur des quais est fixée à 125 mètres de moyenne avec certaines stations à 170 mètres. Les stations des anciennes lignes de prémétro se caractérisent par des tunnels plus hauts rendus nécessaires par l’utilisation de la caténaire pour le pantographe, qui fut supprimée lors de la transformation de la ligne en métro lourd.
Les stations aériennes ou en surface ont été construites généralement sur les sections terminales des lignes 1, 5 et 6. Celles-ci sont entièrement couvertes par des verrières ou par une toile spécialisée en inox (Érasme). La station Delacroix, dernière station inaugurée, est aérienne et souterraine (car elle possède deux entrées), possède un quai central d’une largeur de 6 mètres et une grande verrière.
Stations de la ligne 1 :
- Gare de l’Ouest
- Beekkant
- Étangs Noirs
- Comte de Flandre
- Sainte-Catherine
- De Brouckère
- Gare Centrale
- Parc
- Arts-Loi
- Maelbeek
- Schuman
- Merode
- Montgomery
- Joséphine-Charlotte
- Gribaumont
- Tomberg
- Roodebeek
- Vandervelde
- Alma
- Crainhem
- Stockel

Stations de la ligne 2 :
- Simonis
- Osseghem
- Beekkant
- Gare de l’Ouest
- Delacroix
- Clemenceau
- Gare du Midi
- Porte de Hal
- Hôtel des Monnaies
- Louise
- Porte de Namur
- Trône
- Arts-Loi
- Madou
- Botanique
- Rogier
- Yser
- Ribaucourt
- Élisabeth

Stations de la ligne 5 :
- Érasme
- Eddy Merckx
- CERIA
- La Roue
- Bizet
- Veeweyde
- Saint-Guidon
- Aumale
- Jacques Brel
- Gare de l’Ouest
- Beekkant
- Étangs Noirs
- Comte de Flandre
- Sainte-Catherine
- De Brouckère
- Gare Centrale
- Parc
- Arts-Loi
- Maelbeek
- Schuman
- Merode
- Thieffry
- Pétillon
- Hankar
- Delta
- Beaulieu
- Demey
- Herrmann-Debroux

Stations de la ligne 6 :
- Roi Baudouin
- Heysel
- Houba-Brugmann
- Stuyvenbergh
- Bockstael
- Pannenhuis
- Belgica
- Simonis
- Osseghem
- Beekkant
- Gare de l’Ouest
- Delacroix
- Clemenceau
- Gare du Midi
- Porte de Hal
- Hôtel des Monnaies
- Louise
- Porte de Namur
- Trône
- Arts-Loi
- Madou
- Botanique
- Rogier
- Yser
- Ribaucourt
- Élisabeth

#### Décoration des stations

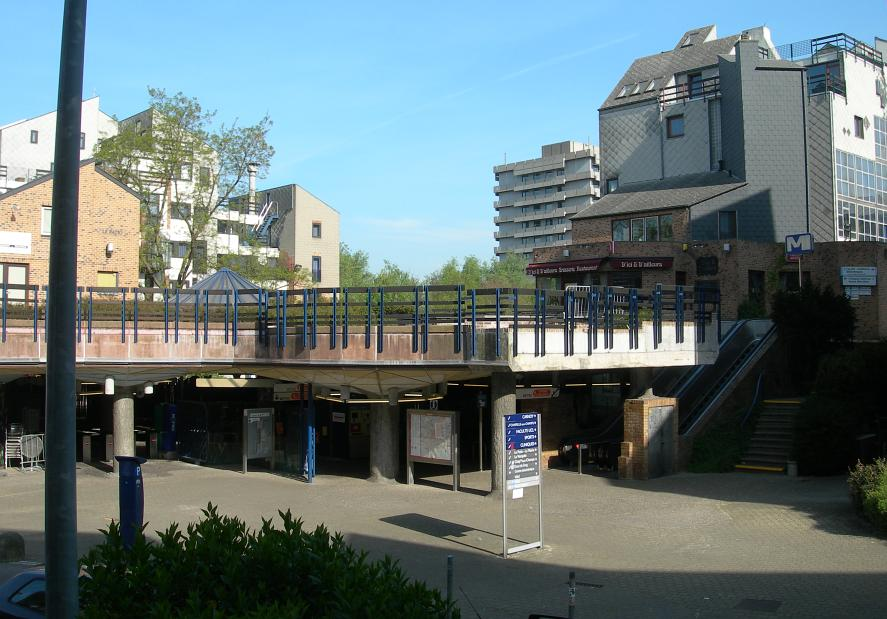
Station Alma construite en 1982.

Les stations du métro de Bruxelles se caractérisent par différents styles indépendants les uns des autres et correspondant aux choix esthétiques (et de matériaux) liés à leurs époques de construction. Chaque station a son propre design et ne suit aucun modèle de conception, les choix étant laissés à l’architecte responsable du projet.
La plupart des stations ayant été construites après 1970, les matériaux utilisés sont en général le béton, le fer et le verre. Tous les sols sont faits en carrelage de céramique (le sol des plus anciennes stations avaient, à l'origine un revêtement de sol en caoutchouc à profils pastilles « pirelli »). Les parois latérales des stations sont généralement en métal ou en béton et des œuvres d’art ou des publicités y sont souvent accrochées. Le nom de chaque station était inscrit en bleu sur une plaque en métal ou en plastique illuminée derrière par un néon de couleur blanche puis la signalétique a été modifié pour apparaître actuellement en blanc sur fond gris foncé.
Les stations de la ligne de prémétro Nord-Sud se distinguent par leur hauteur de plafond inférieure à celles des lignes de métro, ceci étant dû à l’ancienne canalisation de la Senne.

#### Stations de correspondance et couloirs
Les correspondances entre les diverses lignes du métro se font par des escaliers ou des escaliers roulants car, souvent, les lignes de correspondance sont situées à des niveaux différents. La station de métro Arts-Loi possède deux niveaux pour les différentes lignes : le -1 est associé à la ligne 2 et la ligne 6 tandis que le -2 est associé à la ligne 1 et la ligne 5. La station de métro Saint-Guidon possède deux niveaux : le -1 est associé à la ligne 5 et le -2 est associé à une éventuelle future ligne de grande ceinture. Certaines stations partagent le même quai, sans parler du fait des troncs communs entre deux lignes comme entre le 2 et le 6 ou entre le 1 et le 5 qui utilisent l’ancien tronc commun des 1A et 1B. Les stations Simonis (anciennement Simonis-Léopold II) et Élisabeth (anciennement Simonis-Élisabeth) correspondent aux deux étages d'une même station, aux deux terminus de la ligne circulaire 6, ceci pour permettre aux usagers de mieux distinguer sur quel quai se rendre selon le sens dans lequel ils souhaitent emprunter cette ligne ou la ligne 2 dont elle est la « version courte ».

#### Signalétique
Chaque ligne est désignée à la fois par son numéro et ses terminus. En entrant dans une station où plusieurs lignes circulent, le voyageur est guidé jusqu’au quai recherché par des panneaux fournissant ces deux indications. Sur le quai, le nom de la station courante est rappelé par des panneaux tous les 30 mètres sur les parois de la station tandis que la direction et le numéro de la ligne sont indiqués sur un panneau situé généralement au milieu du quai.
Chaque ligne est équipée d’un système électronique indiquant le temps d’attente avant l’arrivée des rames suivantes dans la direction voulue.
À proximité des quais des stations, des panneaux à fond vert indiquent la sortie par un pictogramme courant : le carré blanc avec une flèche vers l’extérieur.
Depuis 2006, sur tous ses nouveaux plans et panneaux, la STIB utilise une police d'écriture spécifiquement créée pour ses transports en commun dont le métro, la Brusseline.
Depuis 2012, les entrées des stations de métro sont équipées d’une borne d’entrée affichant le temps d’attente pour les quatre prochaines rames de métro.

#### Bouches de métro

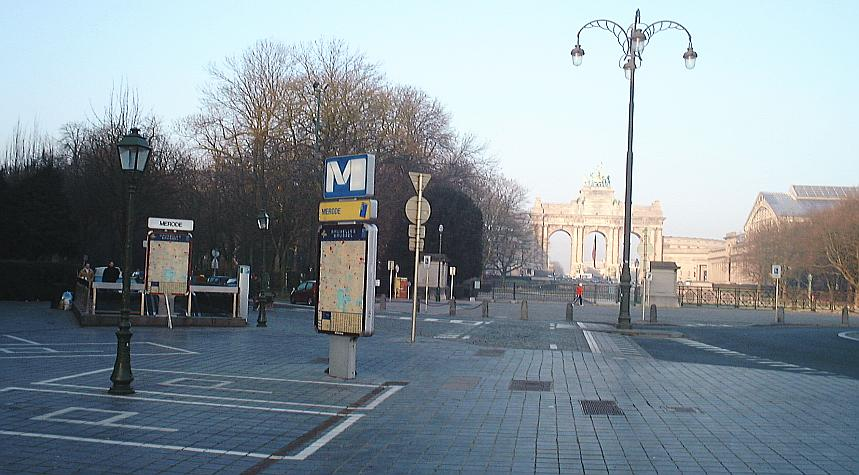
Bouche de métro à Merode.

À de très rares exceptions près, chaque station du métro bruxellois possède au minimum deux bouches de métro mais peuvent en avoir jusqu’à 6, par exemple au Square Montgomery. Les accès se font via des escalators ou par des simples escaliers. À proximité de chaque bouche de métro, on trouve un grand logo « M » sur fond bleu dessiné par Jean-Paul Emonds-Alt (1928-2014) et éclairé la nuit permettant de repérer facilement les entrées de la station.

## Histoire

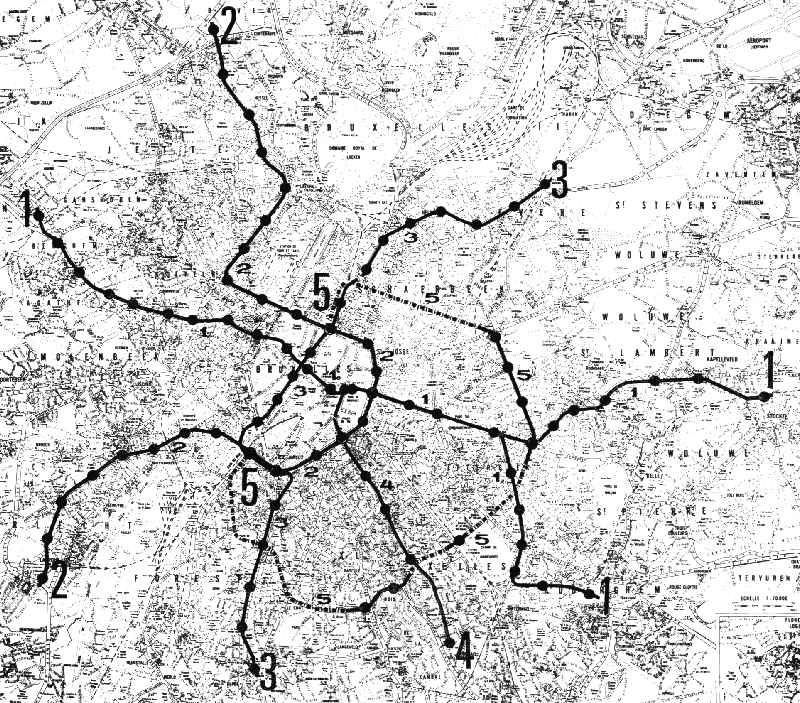
Le plan de 1969.

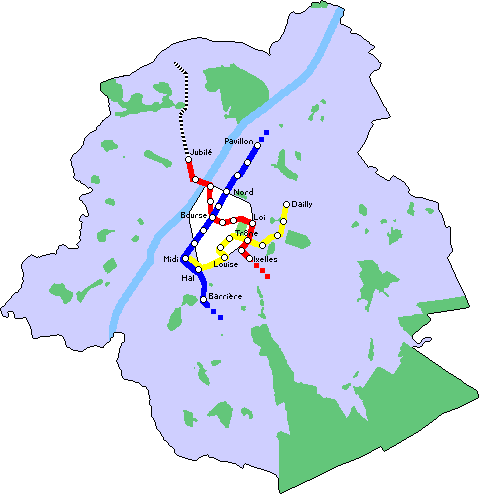
Le plan de 1925.

C’est en 1892 que les premiers projets d’un métro à Bruxelles ont surgi, prenant en exemple l’équipement des villes de Londres et Paris. Ces projets étaient appuyés par le roi Léopold II, surnommé le roi-bâtisseur. Durant la première moitié du XXe siècle, plusieurs plans de réseaux souterrains ont été imaginés, sans toutefois recevoir le soutien ni de l’administration ni de la population.
Il fallut attendre les années 1950 pour voir un premier tronçon souterrain très court à la Gare du Midi. Fut ensuite ouvert un premier vrai tunnel accueillant les trams et plusieurs stations en 1969, au centre-ville. L’exploitation d’un vrai métro eut lieu à partir de 1976.

### Ligne 1

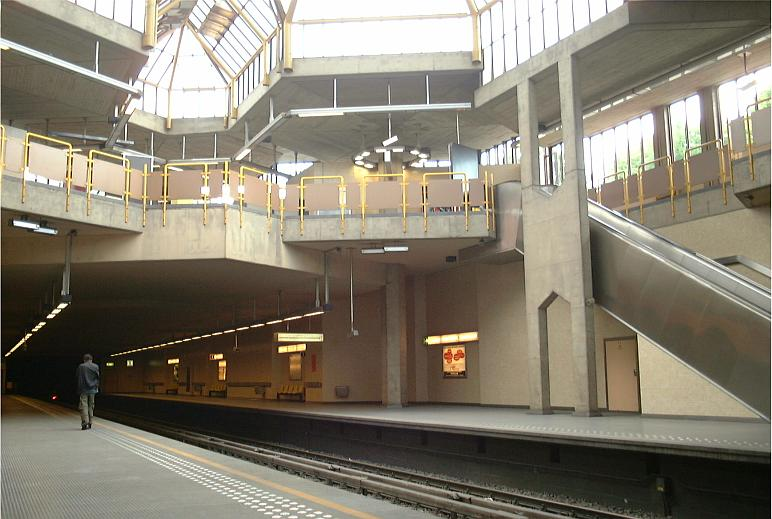
Station Crainhem.

C’est la plus ancienne des lignes, dont les premiers projets remontent à 1898. Les travaux ne commencèrent qu’en 1965 au rond-point Schuman. Le premier embryon de métro bruxellois fut ouvert en 1969, sous forme de ligne de trams souterraine (prémétro) est-ouest entre la station De Brouckère et la station Schuman, soit six stations, auxquelles il faut ajouter un terminus en surface au-dessus de l'emplacement de l'actuelle station Sainte-Catherine.
Après 11 ans de travaux au total, ce tronçon de prémétro fut transformé en ligne de métro lourd. Il fut également prolongé à l’est jusque Merode, d’où il se divisa en deux branches : une vers le nord-est jusque Tomberg (1B), l’autre vers le sud-est jusque Beaulieu (1A). Cette première ligne de métro à Bruxelles fut inaugurée le 20 septembre 1976 par le roi Baudouin. Elle comptait alors seize stations et 11 km, desservie par 45 rames doubles.
En 1977, la ligne fut prolongée à ses extrémités avec l’ouverture de deux nouvelles stations : Sainte-Catherine à l’ouest, Demey sur la branche sud-est (1A).

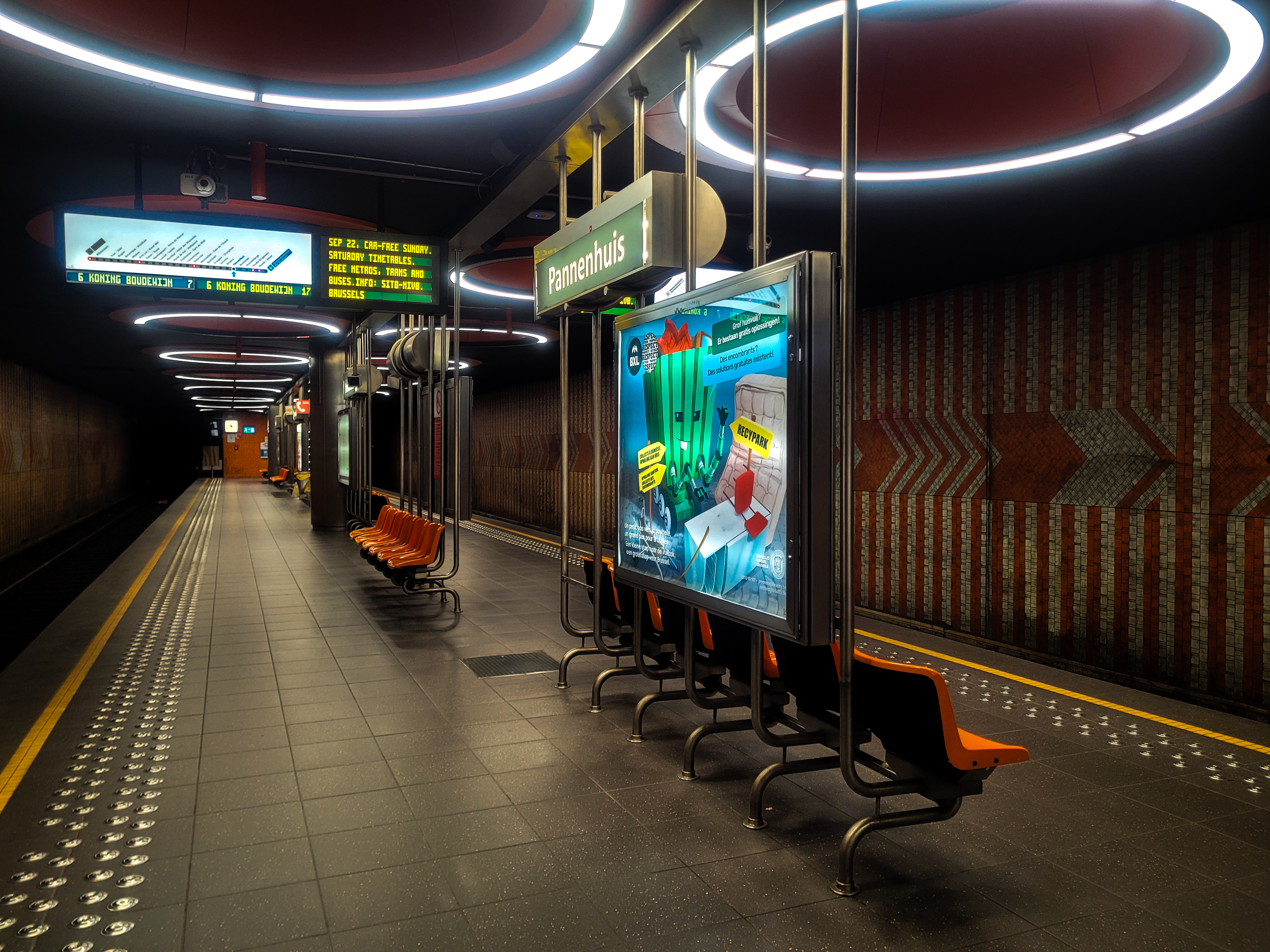
Station Pannenhuis inaugurée en 1982.

En 1981, trois nouvelles stations vinrent étendre la ligne 1 à son extrémité ouest : Comte de Flandre, Étangs Noirs et Beekkant, cette dernière devenant le nouveau terminus ouest.
En mai 1982, l'extrémité est de la ligne 1B fut prolongée de deux stations jusqu'à Alma (à Woluwe-Saint-Lambert) au nord-est.

En octobre 1982, la ligne 1 fut divisée en deux branches également à l’ouest avec une extension de 7 km. Une nouvelle section de la ligne 1A fut ouverte vers le nord-ouest entre Beekkant et Bockstael (à Laeken) avec cinq stations supplémentaires. Les trains étaient toutefois dans l'obligation de rebrousser) à Beekkant. Après Beekkant, la ligne 1B continua vers le sud-ouest jusque Saint-Guidon (à Anderlecht) avec quatre stations supplémentaires. Cette section est principalement en surface.

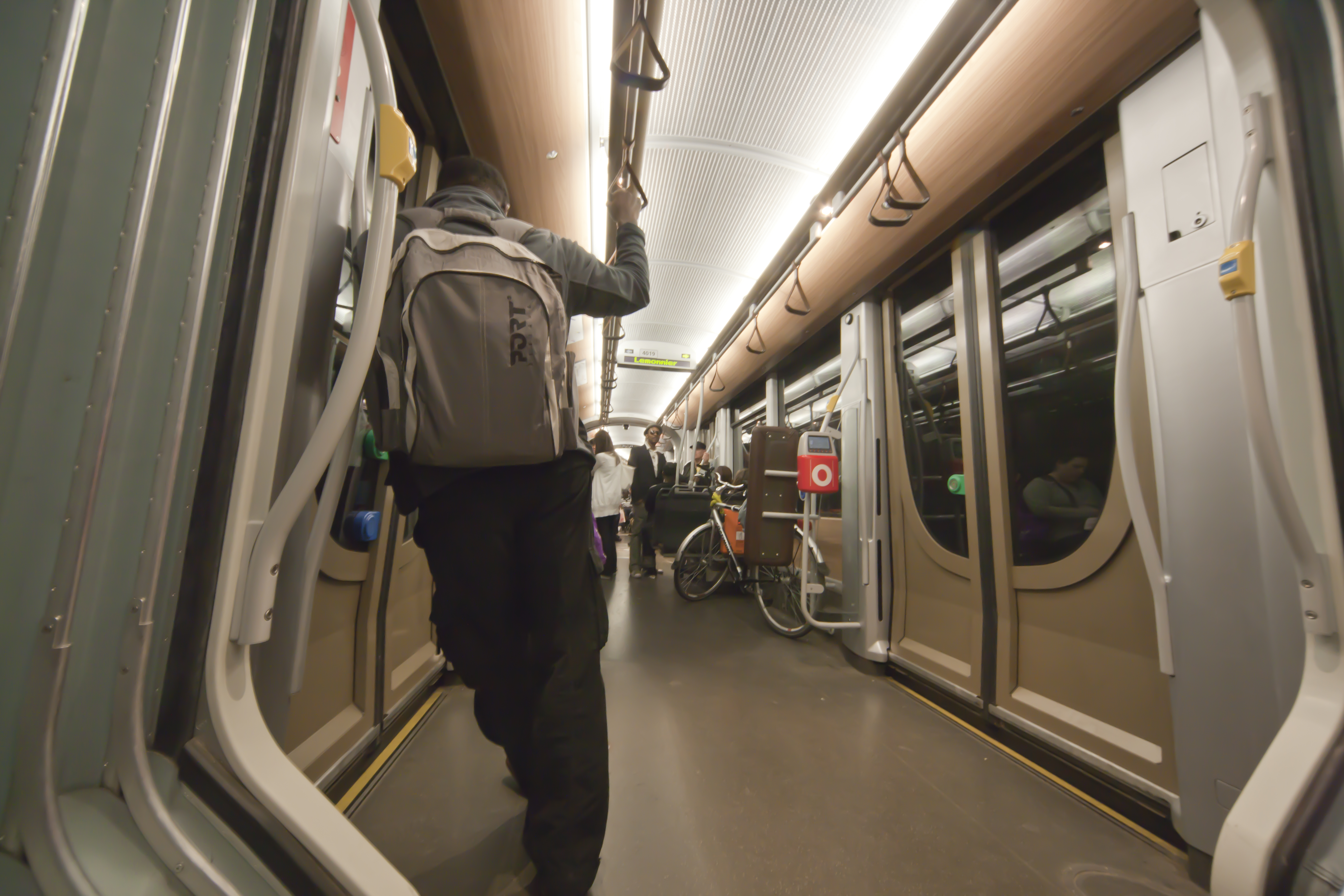
Intérieur d’un tram (premetro) de Bruxelles

Trois ans plus tard, la ligne 1A fut étendue en mars au sud-est jusque Herrmann-Debroux et en mai au nord-ouest jusqu’au Heysel (site ayant accueilli l’Expo ’58 et où se situe le stade Roi Baudouin). Cette même année 1985, en juillet, la station Veeweyde fut ouverte sur la ligne 1B au sud-ouest.
Une nouvelle extension de la ligne 1 fut réalisée en août 1988 : ouverture des stations Crainhem et Stockel (nouveau terminus) à l’extrémité de la branche nord-est (1B).
En janvier 1992 eut lieu l’ouverture de la station Bizet, à l’autre extrémité de la ligne 1B (sud-ouest).
Août 1998 voit l’extension de la ligne 1A à son nord-ouest avec la construction d’une nouvelle station Heysel mais recouverte et de la station Roi Baudouin, celle-ci devenant son nouveau terminus.
En septembre 2003, les quatre dernières stations de la ligne 1 (4,5 km) furent inaugurées au sud-ouest (1B) : La Roue, CERIA, Eddy Merckx et Érasme, cette dernière devenant le nouveau terminus.
Dans son ensemble, la ligne a un tracé global est-ouest. Avant la réorganisation de 2009, elle avait deux branches : la ligne 1A et la ligne 1B. Entre les stations Beekkant (à l’ouest) et Merode (à l’est), le tracé est commun. Les rames alternent : une rame sur deux parcourt la ligne 1A, l’autre la ligne 1B. À partir de Beekkant, la ligne 1A et la ligne 1B suivent partiellement le tracé de la ligne 28 de la SNCB, entre Jacques Brel et Bockstael. La ligne 28 sera rouverte au service des voyageurs dans le cadre du Réseau express régional bruxellois, avec comme gares de correspondance Pannenhuis (aujourd'hui Tour et Taxis), Simonis et la gare de l’Ouest. Ces gares ont été mises en service en 1982, en semaine uniquement, puis fermées quelques mois plus tard avec l’ouverture du métro. Depuis le 13 décembre 2009, ces trois gares sont à nouveau ouvertes au trafic voyageurs et desservies par le train S10 Termonde – Jette – Bruxelles-Ouest – Bruxelles-Midi – Bruxelles-Nord – Jette – Alost cadencés à l'heure. De plus, il arrive que des trains supplémentaires fassent arrêt à Simonis en cas d’événement exceptionnel au stade Roi Baudouin ou à Bruxelles-Ouest en cas d'interruption du trafic dans la jonction Nord-Midi.
Stations de la ligne 1A :
- Roi Baudouin
- Heysel
- Houba-Brugmann
- Stuyvenbergh
- Bockstael
- Pannenhuis
- Belgica
- Simonis
- Osseghem
- Beekkant (changement de sens)
- Étangs Noirs
- Comte de Flandre
- Sainte-Catherine
- De Brouckère
- Gare Centrale
- Parc
- Arts-Loi
- Maelbeek
- Schuman
- Merode
- Thieffry
- Pétillon
- Hankar
- Delta
- Beaulieu
- Demey
- Herrmann-Debroux

Stations de la ligne 1B :
- Érasme
- Eddy Merckx
- CERIA
- La Roue
- Bizet
- Veeweyde
- Saint-Guidon
- Aumale
- Jacques Brel
- Gare de l’Ouest
- Beekkant
- Étangs Noirs
- Comte de Flandre
- Sainte-Catherine
- De Brouckère
- Gare Centrale
- Parc
- Arts-Loi
- Maelbeek
- Schuman
- Merode
- Montgomery
- Joséphine-Charlotte
- Gribaumont
- Tomberg
- Roodebeek
- Vandervelde
- Alma
- Crainhem
- Stockel

### Ligne 2

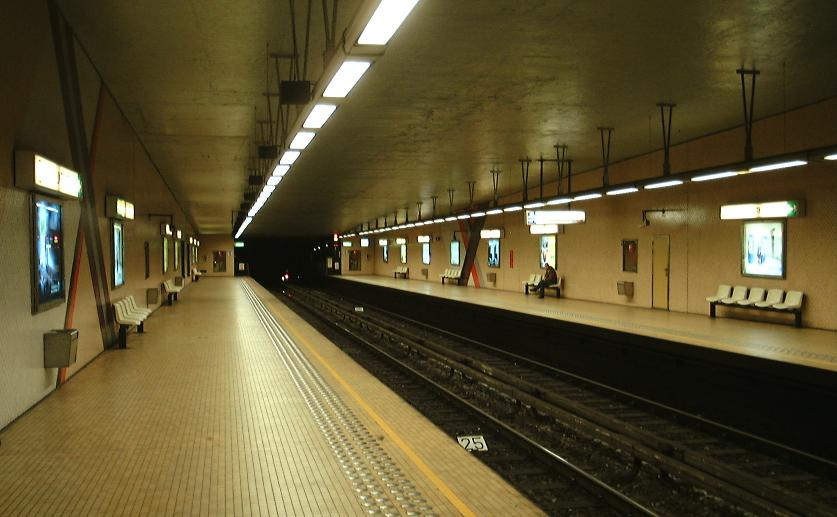
Station Hôtel des Monnaies inaugurée en 1988.

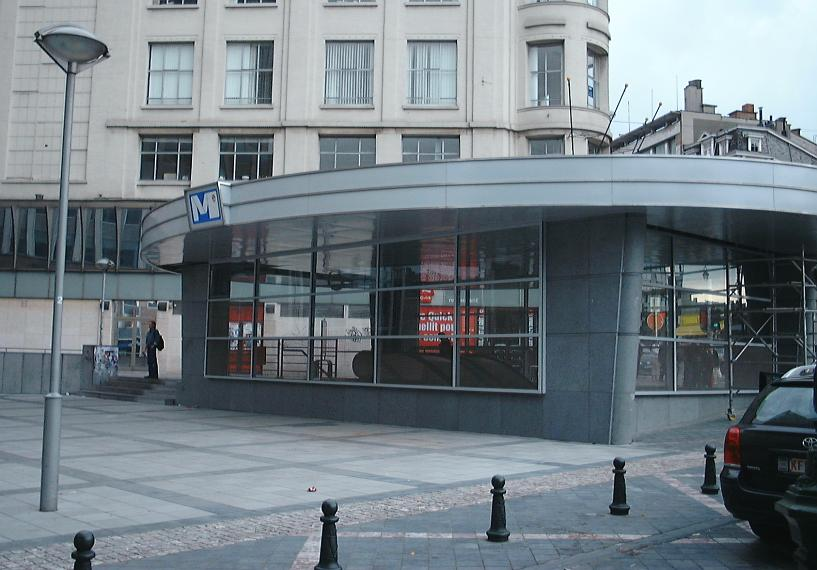
Accès principal de la station Porte de Namur.

La ligne 2 du métro bruxellois est une ligne circulaire qui roule, pour la majeure partie de son tracé, sous le grand boulevard ceinturant le centre historique de Bruxelles appelé Petite Ceinture.
Il s’agit à l’origine, comme la ligne 1, d’une ligne de prémétro. En 1970, le premier embryon de ligne 2 fut inauguré. Il s’agissait d’un tunnel qui reliait Madou et la Porte de Namur dans lequel circulaient des trams. La ligne fut étendue jusqu’à la station Rogier inaugurée en 1974. Elle était alors parcourue principalement par les trams 101, 102 et 103 mais aussi 18, 19 et 32. En 1986, la ligne fut allongée à l’ouest jusque Simonis.
Cette même année, le ministère bruxellois vota pour sa conservation en l’état. Les ministres du gouvernement bruxellois, fédéral et du transport accordèrent le permis de bâtir pour la construction des stations Yser, Sainctelette (qui existe en partie, au niveau du gros œuvre, mais non utilisée en raison de sa proximité avec les stations Yser et Ribaucourt), Ribaucourt et Simonis au nord et Hôtel des Monnaies au sud. Après des années de débats entre partisans du métro léger et ceux du métro lourd, la décision fut prise en 1986 d'opter pour le métro lourd.
Le 2 octobre 1988, la ligne fut donc finalement transformée en ligne de métro lourd et dénommée ligne 2, allant de Simonis à la Gare du Midi.
Elle connut encore deux extensions au-delà de la Gare du Midi : en décembre 1992 jusque Clemenceau, en septembre 2006 jusque Delacroix.
La dernière étape consista dans le bouclage de la ligne réalisé en 2009. Depuis le 4 avril 2009, la ligne continue de Delacroix vers la Gare de l’Ouest avant de reprendre le trajet occupé avant restructuration du réseau par la ligne 1A jusqu’à la station Roi Baudouin. Les deux niveaux de la station Simonis furent à cette occasion renommés Simonis-Léopold II (aujourd'hui Simonis, sur l'ancienne ligne 1A) et Simonis-Élisabeth (aujourd'hui Élisabeth, terminus de la ligne 2 avant le bouclage, et aujourd'hui terminus commun des lignes 2 et 6 arrivant et repartant vers Rogier).
La ligne 2 fait donc une boucle d'Élisabeth à Simonis (suivant une grande partie de la petite ceinture automobile dont elle s'écarte à l'ouest), la ligne 6 continuant au-delà de Simonis jusqu'à Roi Baudouin (voir carte ci-dessous).

### Attentats du 22 mars 2016 à Maelbeek
Le 22 mars 2016, à 9 h 11, un terroriste se fit exploser dans une rame de métro de la ligne 5 en direction de Maelbeek, lorsque celle-ci se remettait en marche en direction d'Arts-Loi. L'attaque fit 16 victimes et une centaine de blessés à degrés divers. À la suite de cette tragédie et aux dégâts occasionnés, le réseau métro fut complètement fermé, et les lignes de tram et de bus furent toutes suspendues jusque tard dans l'après-midi. Le 23 mars 2016, certaines portions des lignes 1 et 5 furent rouvertes sous forte présence militaire, ne s'arrêtant que dans un nombre très limité de stations et ne fonctionnant qu'entre 7 heures et 19 heures à basse fréquence. Le tronçon Gare Centrale-Schuman, qui contient la section endommagée, est assuré par des navettes de bus, pour permettre le déblaiement des débris et l'enquête de la police scientifique. À partir du 25 mars 2016, les lignes 2 et 6 fonctionnent également, et 38 des 69 stations sont ouvertes au public, sujettes à des contrôles systématiques de la part de militaires à l'entrée des stations. Dès le 26 mars 2016, le tronçon entre Gare Centrale et Schuman fut remis en service, marquant uniquement un arrêt supplémentaire à Arts-Loi et roulant à vitesse réduite à travers Maelbeek, recouverte de bâches pour éviter les regards des curieux. Le 11 avril 2016, 51 des 69 stations de métro et prémétro ont été remises en service, avec service quotidien de 7 heures à 21 heures, puis toutes les stations sauf Maelbeek ont rouvert de 6 heures à 22 heures dès le 13 avril 2016. Le 25 avril 2016, le réseau métro reprit son fonctionnement normal, s'arrêtant à toutes les stations et reprenant ses horaires classiques. Le nombre d'accès resta toutefois limité à 2 entrées et sorties dans chaque station. Finalement, le 14 mai 2016, l'ensemble des accès des stations fut rouvert. Une fresque de l'artiste Benoît van Innis en mémoire des victimes a été inaugurée le 19 juillet 2016.
Une des conséquences de cet attentat fut la baisse de fréquence, l'absence d'une U4 ramena l'intervalle sur le tronçon commun de 2 min 30 s à 3 minutes. Depuis mars 2016, la fréquence de passage sur les lignes 1/5 est de 6 minutes au lieu des 5 minutes habituelles. La rame affectée était constituée des unités 105-106 et 141-142, la voiture détruite est la 105, cette dernière est garée et gardée à l'abri des regards indiscrets, le temps de l'enquête, découplée de sa jumelle la 106. Quant à la rame composée des unités 141-142, elle a dernièrement repris du service en arborant de nouveaux matricules, les 161-162, cette rame roule en service régulier et sert actuellement de test à la suite du facelift et des modifications nécessaires en vue d'une prolongation de la présence de ces rames de première génération qui devraient rouler dans les années à venir sur l'axe Nord-Sud.

## Les développements effectués et en cours
Le métro bruxellois a beaucoup évolué au XXIe siècle, passant d’un réseau à bout de souffle à un réseau beaucoup plus rapide et efficace. Les améliorations les plus marquantes ont été le bouclage de la petite ceinture, accompagnée d’une réorganisation des lignes avec plusieurs pôles de correspondances, en 2009, ainsi que l’amélioration des lignes de l’axe Nord-Sud et de la Grande Ceinture, qui ont gagné en régularité et en efficacité. Les fréquences ont été revues à la hausse sur les lignes principales pour répondre à l’augmentation du flux de passagers.Les stations ont été et sont en cours de rénovation. Une nouvelle génération de matériel roulant circule sur les voies depuis 2007.

### Modification du réseau en 2009

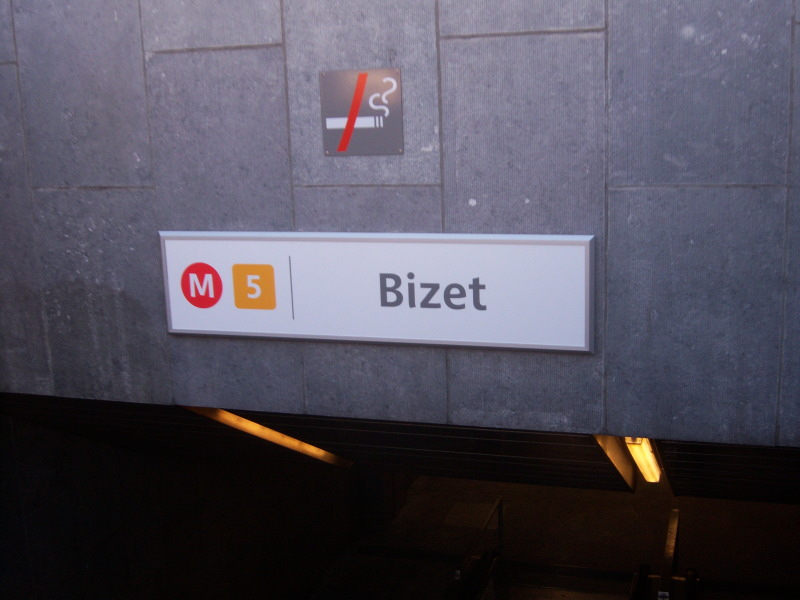
L’entrée de la station Bizet, arborant en février 2009 le logo de la ligne 5.

Le Gouvernement régional de la Région de Bruxelles-Capitale a adopté en juillet 2005 le plan de développement du réseau de la STIB. Ce plan a abouti avec le bouclage de la ligne 2 et a impliqué la refonte totale du réseau de métro à partir du 4 avril 2009 : 4 lignes parcourent alors celui-ci (dont une possède ses deux terminus dans la même station, Simonis, à des niveaux superposés). Les deux niveaux de la station « Simonis » sont renommés afin d’éviter la confusion pour les voyageurs. Le niveau - 1 est renommé « Simonis (Leopold II) » du nom du boulevard, et le niveau - 2, « Simonis (Élisabeth) » du nom du parc. En novembre 2013, ces deux niveaux sont une nouvelle fois renommés, afin d'éviter la confusion : Simonis (Léopold II) devint Simonis, et Simonis (Élisabeth) devint Élisabeth.

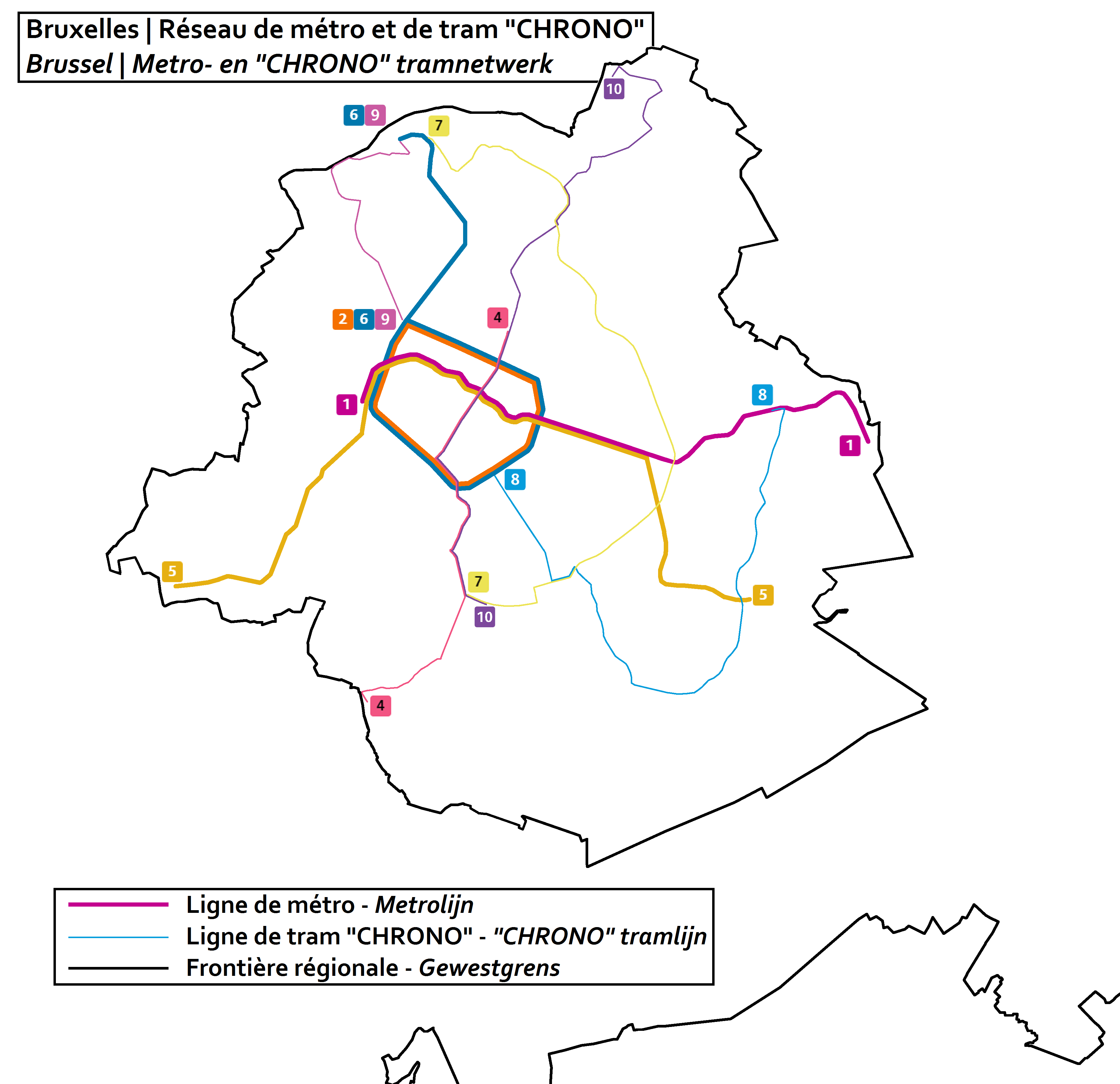
Réseau bruxellois de métro et de tram "CHRONO" (STIB), à partir du 1er octobre 2018.

Aux quatre lignes de métro s'ajoutent cinq lignes de tramway « CHRONO », c'est-à-dire des lignes de tramway rapides, en site propre et régulières. Deux d'entre elles, les lignes 4 et 10, empruntent l'axe Nord-Sud du prémétro. La ligne 7 emprunte le prémétro de la Grande ceinture depuis le 14 mars 2011. Inaugurée le 1er septembre 2018, la ligne 9 circule en surface, à l'exception de Simonis, qui est en prémétro. Enfin, à partir du 1er octobre 2018, la ligne 94 devient la ligne 8, et en 2020, le tram 9. Les seule des cinq lignes « CHRONO » à circuler exclusivement en surface.
Les lignes de métro et de tram « CHRONO » se sont vu attribuer les plus petits numéros, et constituent ainsi les neuf (bientôt dix) lignes « fortes » du réseau :
- : métro lourd, de la Gare de l’Ouest à Stockel.
- : métro lourd, effectuant une boucle[note 4] qui débute et termine à son unique terminus Simonis mais à des niveaux différents (Simonis et Élisabeth).
- (en construction) métro Nord-Sud, précédemment tramway « CHRONO » Heysel – Churchill par l'axe Nord-Sud du prémétro.
- : tramway « CHRONO », de la Gare du Nord au Parking d’Uccle Stalle via l’axe Nord-Sud du prémétro.
- : métro lourd, d’Érasme à Herrmann-Debroux.
- : métro lourd, de la station Roi Baudouin à Élisabeth (en empruntant la boucle de la ligne 2[note 4]).
- : tramway « CHRONO », du Heysel à Vanderkindere via l’axe prémétro de Grande ceinture.
- : tramway « CHRONO », de la place Louise à Roodebeek, en surface.
- : tramway « CHRONO », de Groot Bijgaarden au stade Roi Baudouin.
- : tramway « CHRONO », de l'Hopital Militaire à Churchill.

### Rénovation des stations depuis 2007

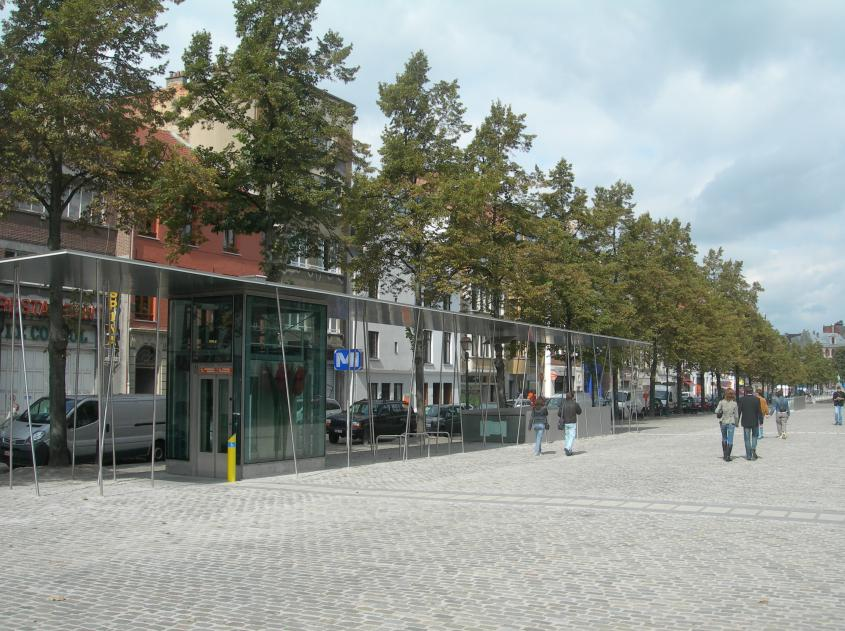
Entrée de la station Sainte-Catherine après les rénovations.

Une rénovation de 24 des 69 stations de métro a été lancée en juillet 2007. Il s'agissait dans certains cas de reconstructions complètes, dans d'autres de simples aménagements, tels que le placement d'ascenseurs ou de nouveaux guichets pour permettre l'accès aux personnes à mobilité réduite, par exemple. Le coût total de ces travaux était d'environ 100 millions d'euros, financés par la Région bruxelloise et par Beliris, l'accord de coopération entre la Région et le gouvernement fédéral.
La station Tomberg fut la première à être remise à neuf, suivie de Maelbeek, De Brouckère, Gare Centrale (rénovation partielle, nouveaux accès, nettoyage des marbres, nouvel éclairage et pose d'ascenseurs pour personnes à mobilité réduite), Sainte-Catherine, Gare du Midi, Gare du Nord (pose de fresques murales représentant la forêt, rétroéclairées par des LEDs multicolores), Arts-Loi (pose d'ascenseurs, recarrelage des murs, ouvertures entre les différents niveaux; travaux achevés en mars 2016) et Schuman (unification de la station de métro avec la gare ferroviaire de la ligne 161, construction du tunnel Schuman-Josaphat avec enjambement des rails du métro dans un grand hall éclairé depuis la surface, création d'un pôle multimodal, installation de multiples ascenseurs et nouveau design esthétique de la station).
En 2016, onze stations étaient programmées pour une rénovation au plus tard en 2020. La station Rogier fut prête en 2016, suivant l'installation d'un puits de lumière et de nouveaux accès durant les années précédentes. Les stations Bockstael et Trône devraient également voir la fin de leurs travaux de réfection. La modernisation de Bourse est terminée depuis début 2019.
Les modifications à Bourse et De Brouckère,transforment les deux stations en profondeur et nécessiteront deux ans de travaux. À De Brouckère, le but est de faire rentrer la lumière extérieure dans la station jusque sur les quais du métro, de réaménager la mezzanine côté métro, et de créer une nouvelle sortie donnant immédiatement sur la Place de la Monnaie.
L'année 2019 verra l'inauguration de six stations importantes : les trois correspondances avec l'axe ferroviaire Nord-Midi (Gare du Nord, Gare Centrale, et Gare du Midi) ainsi que trois stations consécutives du prémétro : Porte de Hal (station de métro également), Parvis de Saint-Gilles et Horta[réf. nécessaire].
La station Albert, la plus méridionale de l'axe vertical du prémétro, sera quant à elle transformée en profondeur pour pouvoir accueillir le métro Nord. Le permis d'urbanisme a été reçu en 2018.
La station de correspondance Montgomery sera également rénovée au cours des cinq prochaines années, mais la date des opérations n'est pas encore déterminé.
Trois stations sont en cours de rénovation : De Brouckère, Parc et Gare Centrale, la vingtième station rénovée. Sont annoncées en prochaine rénovation d'ici le milieu de la décennie les stations : sur l'axe de pré métro nord-sud, une transformation en mode métro, Gare du Nord, Rogier, De Brouckère, et Bourse ; sur l'axe est-ouest, les stations Schuman, Maelbeek - après l'attentat terroriste -, Sainte-Catherine, mais aussi Aumale plus à l'ouest, Hankar et Alma, plus à l'est. Sur la ligne en sous-sol de la Petite Ceinture, outre Arts-Loi, et Rogier, ce sera aussi le cas des stations Trône, Gare de l'Ouest, Simonis, et Belgica.

#### Installation de contrôle d’accès en stations (2010-2020)
Afin de lutter contre la fraude et l’insécurité, la STIB place des portillons aux entrées des stations afin d’en limiter l’accès aux seules personnes munies d’un titre de transport. L’installation de ces portillons a commencé en juillet 2010 à Porte de Namur. Ce sont les sociétés Automatic Systems et Schneider Electric qui fournissent les portillons. Début 2016, 62 stations sur les 69 du réseau de la Stib en sont équipées. Courant 2016, trois nouvelles stations furent équipées de ces portiques qui nécessitent une validation du titre de transport pour s’ouvrir : Schuman, Arts-Loi et Eddy Merckx. Ils furent installés entre 2017 et 2020 dans les quatre dernières stations (Clemenceau, Delacroix, Gare Centrale, De Brouckère). Depuis 2014, la validation à la sortie a été implémentée dans les stations de prémétro. Depuis fin 2018, le voyageur doit également valider en sortie de métro. Certains cherchent encore, avec divers niveaux de succès, à passer ces portillons sans payer, soit en essayant de passer à deux en ne payant qu'une place, soit par acrobatie par au-dessus des cloisons, d'où les contrôles-surprise périodiques des titres de transport, et les fortes amendes infligées aux contrevenants, avec augmentation en cas de récidive.
À noter que selon des vidéos d'archives et des vestiges visibles jusqu'au début des années 2010 à la station Veeweyde, des tourniquets puis des portillons d'accès existaient jusque dans les années 80 où ils ont été retirés à cause de l'introduction de la montée par toutes les portes dans les bus et les trams et de la vision "ouverte" des transports publics à l'époque.

#### Accessibilité aux personnes à mobilité réduite
Dans chacune des stations, un validateur de tickets a été placé plus bas afin d’être accessible aux personnes en chaise roulante.
Les stations mises en service depuis 2003 telles que CERIA, Delacroix, Eddy Merckx, Érasme, Heysel, La Roue ou encore Stockel sont adaptées aux personnes à mobilité réduite et pourvues d’ascenseurs. La station Alma est située en surface et possède un accès sans escaliers jusqu’aux rames.
Le plan de rénovation des stations implique la création d’ascenseurs pour permettre l’accès à tout utilisateur dans les stations moins récentes. En 2014, un test a été réalisé dans la station Maelbeek afin de faciliter l’accès des chaises roulantes aux rames du métro. Une rampe surélevée en début de quai permettait un accès à une voiture de la rame presque sans espace vide entre celle-ci et le quai. Cette rampe est maintenant démontée.
Des aménagements d'accès pour les personnes à mobilité réduite furent réalisés dans 34 stations entre 2007 et 2018. Le placement d'ascenseurs pour les personnes à mobilité réduite concernait 24 stations pour la période 2016-2019, mais le programme ne fut pas complètement réalisé.
En septembre 2019, 52 stations dont 4 partiellement sur les 69 du réseau sont équipées pour accueillir les personnes à mobilité réduite. Cinq stations sont en exécution dont Vandervelde Clemenceau, Madou, Porte de Hal qui seront équipées en 2020 ou 2021. Les travaux de la station Albert sont en préparation, les études techniques sont en cours pour neuf stations et le plan directeur est en préparation pour deux autres

## Les développements planifiés
Pour faire face à l'augmentation de la fréquentation, la STIB privilégie une extension à l’aide de lignes de tram en site propre pour couvrir les zones à l’extérieur de la seconde ceinture routière de Bruxelles, en raison d’un coût de mise en œuvre moins élevé. En outre, le projet de RER de la SNCB, la relativement faible densité de population aux abords de Bruxelles et la limitation du rayon d’action de la STIB à la région administrative de Bruxelles-Capitale ont, jusqu'au début du XXIe siècle, justifié de limiter le métro aux zones densément urbanisées desservies actuellement. Néanmoins, depuis 2009 et le plan Iris 2 de la Région de Bruxelles-Capitale, une extension de l’axe Nord-Sud vers Schaerbeek et la gare de Bordet au nord-est prévue pour 2028. Un prolongement vers Uccle au sud, éventuellement par l'Altitude Cent jusqu'au Héros, est envisagé dans un futur plus lointain.
Le tram reste néanmoins la solution la plus utilisée sur le réseau. Ainsi, les lignes 39 et 44, en site propre, permettent de bien desservir l’extrême est de Bruxelles, tandis que la ligne 7 fait la rocade du Heysel à Vanderkindere en suivant la Grande Ceinture en site propre.
Les développements futurs du métro bruxellois de la prochaine décennie (jusque 2025) passent par l’automatisation des lignes 1 et 5 (toujours à l'étude en 2019) ainsi que l’achat de 47 nouvelles rames désignées M7.

### Automatisation des lignes 1 et 5
C'est dès 2006 qu'un projet d'automatisation du métro est envisagé. Des études furent menées en 2009 en vue de l’automatisation (circulation de rames sans conducteur) des lignes 1 et 5, dans le but premier d’augmenter la fréquence et de pouvoir répondre à une fréquentation en hausse constante. C'est le projet Pulsar qui consiste en l'automatisation du type CBTC des 43 nouveaux trains en projet de commande, la construction d'un nouveau dépôt ainsi que l'ajout de portes palières en station pour une réalisation prévue tout d'abord en 2018, repoussée ensuite en 2019-2020. Le projet fut approuvé en septembre 2010, dans le cadre du plan Iris 2, par le Gouvernement de la Région Capitale et inscrit dans le plan directeur du métro 2010-2020. En septembre 2011, la STIB publie un communiqué de presse annonçant le lancement des appels d’offres pour la fourniture du matériel roulant et des équipements nécessaires (portes palières, signalisation, etc.) à l’automatisation des deux lignes.
Les cahiers des charges publiés par la STIB en novembre 2013 prévoient la livraison de 90 nouvelles rames à conduite automatique, dont une première série de 43 rames. Selon la STIB, l'automatisation devrait permettre de doubler à terme la capacité des lignes 1 et 5 et d'assurer « plus de régularité, de fiabilité et de sécurité ». Selon un planning prévisionnel, l’intervalle entre deux rames sur le tronçon commun des lignes 1 et 5 sera ramené à deux minutes d'ici 2019. Fin 2020, les lignes 1 et 5 du métro seraient équipées d’une flotte mixte de véhicules automatiques/classiques. En automatisme intégral, l'intervalle serait réduit à 90 secondes sur le tronçon commun aux deux lignes.
En octobre 2016, c'est la société italienne Ansaldo qui obtient le contrat de renouvellement de la signalisation des lignes 1 et 5 du métro vers une solution CBTC sans conducteur. Dans le cadre du projet Pulsar, le Groupement SYSTRA-GESTE-TRACTEBEL obtint en février 2017 un contrat pour une mission d’Assistance à Maîtrise d’Ouvrage.
Si, dans le cadre du projet Pulsar, deux des quatre décisions, soit la commande des trains et la construction du dépôt d'Erasme sont bien en cours de réalisation, les deux autres, à savoir l'automatisation intégrale des nouveaux véhicules et la mise en place des portes palières, est retardée à une date indéterminée, au-delà de 2024. Dans l'immédiat, le projet se transforme en une modernisation de la signalisation permettant de gagner 30 secondes dans l'intervalle entre les trains, actuellement de 2,5 minutes.

### Le planIris 2ou le nouveau projet de développement du métro
« Il faut accélérer la cadence et doubler le financement actuel des infrastructures souterraines de la STIB pour étendre le réseau de métro de la capitale vers le nord et le sud », déclarait le ministre bruxellois de la mobilité Pascal Smet en avril 2009. Son but était de construire rapidement les extensions de la ligne 3 vers le nord et vers le sud, à la manière de Madrid qui a construit 55 km de métro en 4 ans.

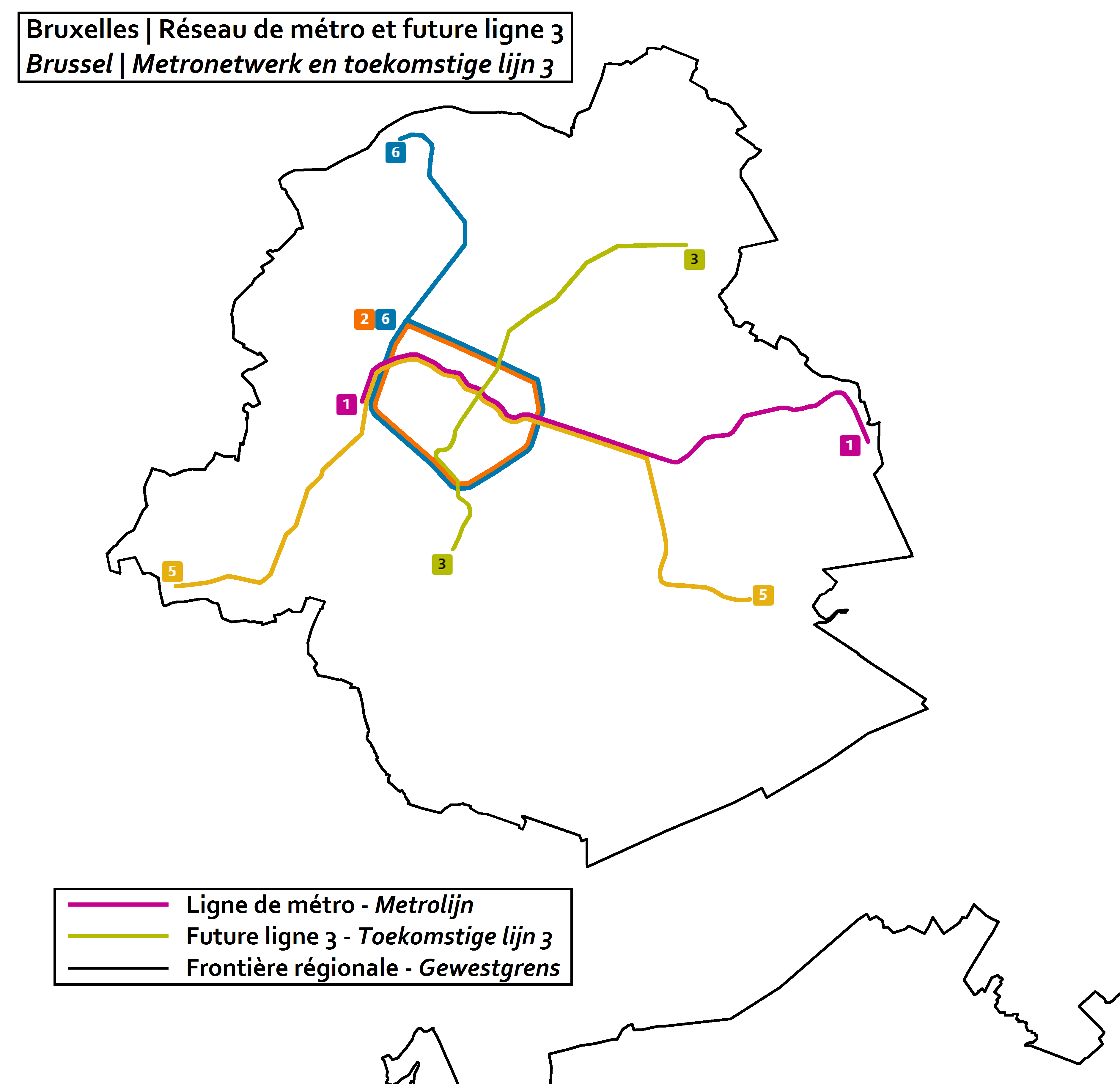
Localisation de la future ligne 3 au sein du réseau de métro de la STIB

Le Plan de mobilité Iris 2 accepté par le Gouvernement Bruxellois en 2010, prévoit une extension de l’actuel axe de prémétro Gare du Nord-Albert (ligne 3) tant vers le sud (Uccle) que vers le nord-est (Schaerbeek).
Le 8 mai 2014, le Gouvernement bruxellois a fixé le tracé définitif de la future ligne. Celle-ci passera à Schaerbeek par les places Liedts et Collignon, Verboekhoven, le square Riga, et à Evere par la rue du Tilleul, la place de la Paix et Bordet (gare et dépôt de Haren). Une extension jusqu'à Haren-Centre est envisageable dans une phase ultérieure. Les années 2015 et 2016 ont été consacrées à l'avant-projet et à l'obtention d'un permis d'urbanisme et d'environnement. L'année 2017 a été l'année des adjudications, de manière que la construction puisse débuter en 2019. Le tronçon Albert - Gare du Nord transformé en métro devait être inauguré en 2024, la liaison entre la gare du Nord et Bordet est prévue pour 2030. Sur l'ancien tronçon la station Lemonnier sera remplacée par une nouvelle station appelée Toots Thielemans.
Sept nouvelles stations devraient être créées entre la Gare du Nord (travaux de connexion à réaliser) et la Gare de Bordet :
- Liedts
- Collignon
- Verboekhoven
- Riga
- Tilleul
- Paix
- Bordet

Cette extension en tunnel est longue d’environ 5 km et dessert les quartiers densément peuplés du nord de la capitale.
Ce projet fait vivement débat et un comité de commerçants de quartier, avec l'aide du parti politique Ecolo, essayèrent de faire annuler ce projet. La Région a revu le plan des stations en écoutant les communes et la population: par exemple, la grande entrée prévue pour la station sous le Square Riga a été revue pour être beaucoup plus petite et respecter le parc. Les autres partis politiques sont pour et le nouveau gouvernement a confirmé le projet en juillet 2019.
L’extension au sud, vers Uccle-Calvoet, doit être étudiée, avec une mise en service après 2022. Pascal Smet estime toutefois qu’elle passera par l’Altitude Cent, le Globe (avenue Brugmann) et Uccle-Calevoet.
Le projet de développement du métro sur la Grande Ceinture n’est pas rejeté, mais ne fait pas partie du plan Iris 2 et aucune date n'a été arrêté pour sa réalisation.

### Prolongement de la ligne 6
Il existe un projet de prolonger le métro de quelques centaines de mètres au-delà de la station Roi Baudouin, pour le faire parvenir jusqu’au site de l’actuel Parking C, à Grimbergen, où un nouveau stade devait voir le jour. Aucun calendrier n’a toutefois été fixé. En décembre 2017, le retrait de l'organisation de matches de l'Euro 2020 à Bruxelles par l'UEFA a mis en sursis le projet de stade,. Néanmoins, en août 2018, la Ville de Bruxelles annonce maintenir son souhait de voir la ligne 6 se prolonger jusqu'au parking C, afin que ce dernier devienne un parking de délestage.

## Matériels techniques du métro
La prochaine station est indiquée à l’intérieur de toutes les rames des lignes de métro et de prémétro.

### Matériel roulant
Depuis la transition du prémétro vers le métro en 1976, 5 différentes versions des rames de métro compatibles sont utilisées à laquelle s'ajoute une nouvelle génération.
| Nom de la série | Nom de la série | Livraison       | Constructeur       | Nombre de rames fabriquées | Nombre de voitures par rame | Lignes desservies | Illustration |
| --------------- | --------------- | --------------- | ------------------ | -------------------------- | --------------------------- | ----------------- | ------------ |
| MX              | M1              | 1974-1976       | BN, CFC, ACEC      | 30                         | 2                           |                   |              |
| MX              | M2              | 1975-1976       | BN, CFC, ACEC      | 15                         | 2                           |                   |              |
| MX              | M3              | 1980-1981       | BN, CFC, ACEC      | 35                         | 2                           |                   |              |
| MX              | M4              | 1991-1992       | BN, CFC, ACEC      | 32                         | 2                           |                   |              |
| MX              | M5              | 1999-2000       | Alstom, Bombardier | 10                         | 2 à 3                       |                   |              |
| BOA             | M6              | 2007 - 2011     | CAF                | 21                         | 6                           |                   |              |
| BOA             | M7              | 2021 - en cours | CAF                | 43                         | 6                           |                   |              |

#### MX

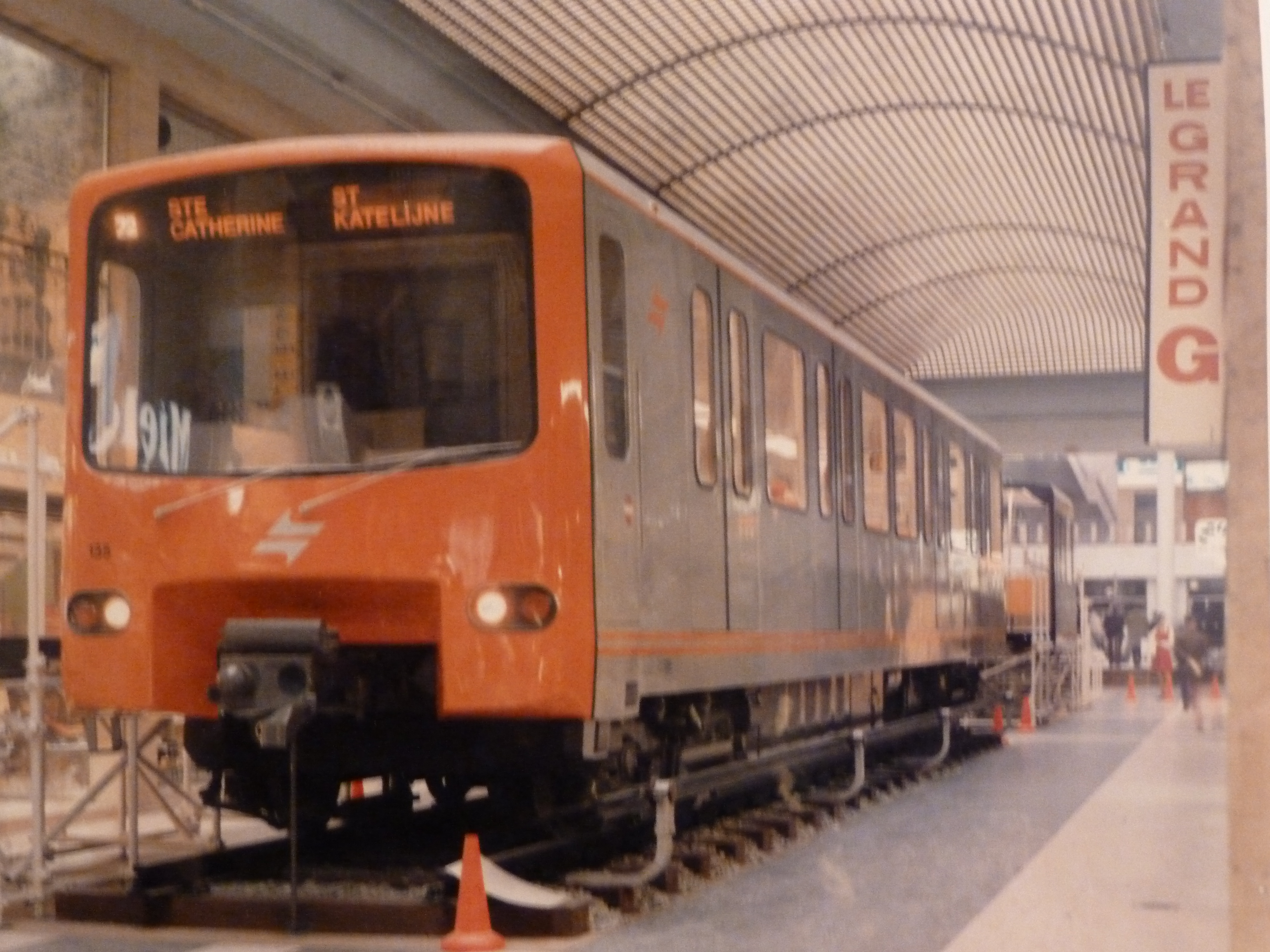
Rame Mx exposée à la Galerie Ravenstein.

Les séries de M1 à M5, très similaires par leur design et pouvant être accouplées entre elles, sont regroupées sous le nom de "MX". La série M6, quant à elle, désigne le Boa. Les rames M7 sont les plus récentes. Toutes sont encore utilisées par la STIB.
- Le parc de voitures de 1976 était composé de 90 véhicules de la série M1 (60 voitures) et M2 (30 voitures), véhicules ayant chacun une longueur de 18 mètres. Elles ont été conçues par le designer belge Philippe Neerman, ayant aussi travaillé sur la carrosserie des bus de la STIB dans les années 70. Soixante voitures ont été livrées par La Brugeoise et Nivelles à partir de fin 1974 (première rame prototype) et 30 voitures par les CFC et les ACEC. Ces véhicules ont un seul poste de conduite, fonctionnant en rame de deux véhicules désignées sous le nom d’U2. Ces rames circulaient à l'origine (et jusqu'à la livraison des voitures M4, voir ci-dessous) accouplées deux par deux (rame U4). Les voitures de ces trains ont quatre portes de chaque côté. Les séries M1 & M2 sont numérotées dans les 100. Les M1 sont reconnaissables des M2 par leur intérieur crème à portes orange (les M2 ont l'intérieur de plusieurs teintes d'orange). À la suite des attentats du 22 mars 2016, qui a détruit une voiture de la série M1, les rames de la série M1/M2 ont un nouveau système d'air comprimé pour les portes beaucoup plus silencieux que celui de base, qui avait un bruit très fort et très reconnaissable, bruit qu'on peut toujours entendre sur les portes des trains de la série SNCB AM75 construite en même temps par le même constructeur. Un autre ajout fut un nouveau système sonore permettant de diffuser les annonces du prochain arrêt avec une meilleure qualité sonore. À noter que selon des vidéos d'archives, les annonces du prochain arrêt étaient présentes dès l'ouverture du métro en 1976 mais rapidement retirées pour une raison inconnue. Une raison pourrait être que vu l'absence d'ordinateurs, les annonces devaient être enregistrées sur une bande magnétique ou une cassette ce qui implique de devoir réenregistrer toute la bande depuis le début à chaque extension du réseau. Une autre possibilité serait une controverse quant à l'opportunité ou non d'annoncer deux fois, avec l'accent d'un francophone et avec celui d'un Flamand, les stations ayant le même nom dans les deux langues : par exemple « Schuman — Schuman ».[réf. nécessaire]
- En 1980, avec l’extension du réseau, une commande de 70 voitures du modèle M3 fabriqué par BN/ACEC a été réalisée augmentant le parc à 160 voitures simples, soit 80 unités de traction. Leur intérieur est le même que sur la série M2 (teintes d'orange). Le système d'air comprimé pour les portes est différent, délivrant de l'air de manière continue lors du mouvement des portes, au lieu de donner un grand coup puissant d'air comprimé pour faire bouger les portes. Les rames de la série M3 sont numérotées dans les 200.
- Avec le doublement du nombre de passagers en 1988 à la suite de l'ouverture de la ligne 2, le parc de véhicules atteint ses limites de capacité. La nécessité d’augmenter le nombre de véhicules a débouché en 1989 sur une nouvelle commande de 32 modules motorisés à la société BN[74], sans poste de pilotage : M4 appelé aussi VIM (Voiture Intermédiaire Motorisée). Ces modules s’assemblent entre 2 voitures avec poste de conduite, permettant des unités de traction composées de trois voitures, nommées U3. Une unité U2 pouvant dès lors être accouplée à une unité U3 pour former une rame U5. Les rames M4 reprennent les caractéristiques de la série M3, mais avec un moteur plus silencieux. La série M4 est numérotée dans les 300. Ce sont aussi les premières rames à afficher les logos de Bombardier Transport en plus de ceux de BN et ACEC sur le bas des extrémités des flancs des voitures.
- En mars 1997, 25 voitures, dont 5 VIM (trois voitures) et 5 trains de deux voitures, ont été commandées chez Bombardier/Alstom[75], faisant passer lors de leur livraison en 1999 le matériel roulant de la STIB à 217 voitures. Cette série M5 se distingue des autres séries Mx par sa modernité: bien qu'elle ait le même design typique des années 70 de Philippe Neerman (sauf pour les vitres des portes passagers et conducteurs qui sont plus basses), côté technique, elles sont beaucoup plus modernes. Leurs moteurs ne sont plus à thyristors mais à inverseurs IGBT, produisant un son différent du moteur. Les conduites de freins ont aussi changé. Contrairement aux autres séries Mx, les passagers n'ouvrent plus les portes en tirant sur une poignée mais en appuyant sur un bouton poussoir vert. Le mécanisme des portes n'est plus à air comprimé mais à moteur électrique, ce qui donne des portes très silencieuses. Les portes sont aussi munies de détecteurs de pression qui rouvrent la porte si un obstacle est détecté (sur les autres Mx, les portes forceraient jusqu'à ce que le conducteur annule leur fermeture). Les rames sont informatisées contrairement aux autres Mx qui sont beaucoup plus mécaniques. Cela posa des problèmes lorsqu'une M5 s'accouplait à une rame d'une série plus ancienne. Le problème a été réglé et il est maintenant courant de voir des rames avec une M5 accouplée à une autre série Mx. La rame 419-439-420 possède une sonnerie de fermeture des portes différente du reste du métro bruxellois : elle a une sonnerie discontinue (bip bip bip bip) et non continue (biiiiiiiiiiiiip) mais celle-ci est plus prononcée sur la voiture 420. Cet ensemble de voitures pouvant dès lors être combiné en 8 rames U4 (de 4 voitures donc) et 37 U5 (rames de 5 voitures). On peut les voir circuler sur les lignes 2 et 6 et très rarement sur la ligne 5. Les M5 sont numérotées dans la série 400.

#### M6 et M7 dits "Boa"

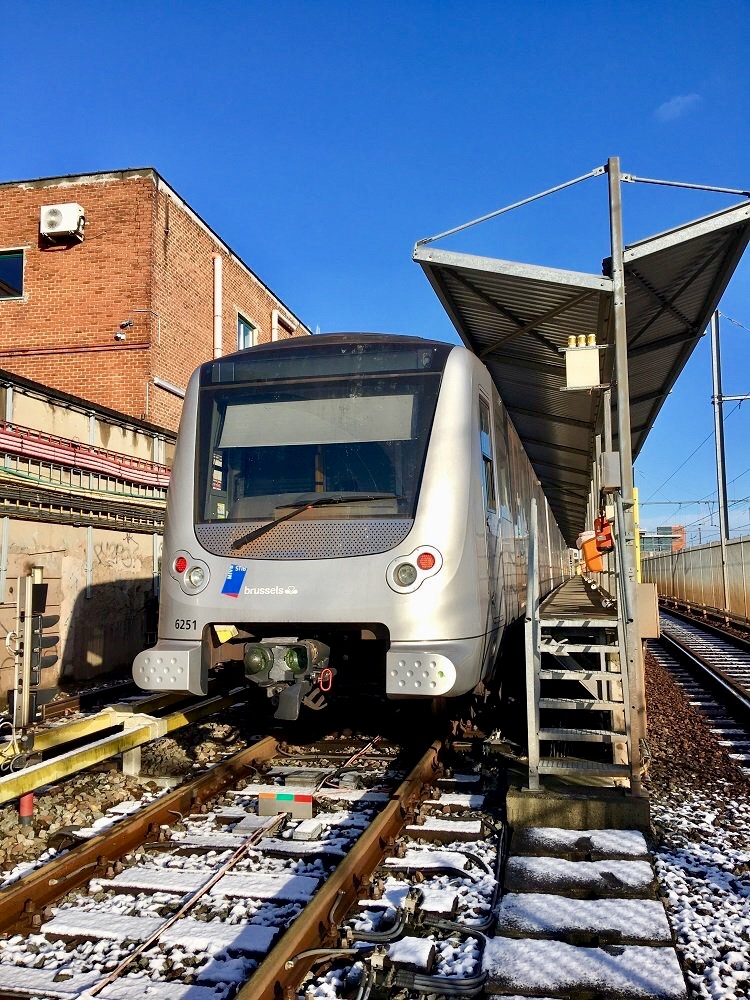
Rame de métro Boa stationnée.

À la suite d'un appel d'offres du 12 octobre 2001 paru au Journal Officiel de la Communauté Européenne, 15 nouveaux trains (90 véhicules) ont été achetés en février 2004 à la société espagnole Construcciones y Auxiliar de Ferrocarriles. Pour cette acquisition un financement de la BEI a été accordé en janvier 2004. Chaque rame est composée de deux unités de traction (demi-trains) de trois voitures, ayant une longueur totale de 94 mètres. Cette nouvelle génération dénommée M6 n’a rien à voir avec les précédentes et ne peut plus être assemblée avec une autre série en exploitation. Toutes les voitures sont accessibles entre elles de l’intérieur, d’où son surnom de Boa. Cette nouvelle version apporte donc une grande liberté de mouvement aux passagers qui peuvent traverser le train de son début à sa fin sans en sortir. La vitesse maximale est de 72 km/h (vitesse équivalente aux autres modèles). Ils sont équipés de 18 portes de chaque côté et transportent jusqu’à 744 voyageurs. Ces rames ont également une meilleure luminosité par rapport aux rames de premières générations. Tous les types de voitures sont équipés d’un annonceur visuel (VVAS) de la prochaine station. Une annonce sonore est également présente. Une voix féminine indique le nom de la station à venir et les possibilités de correspondance avec une autre ligne de métro/prémétro, de bus ou une gare ferroviaire.

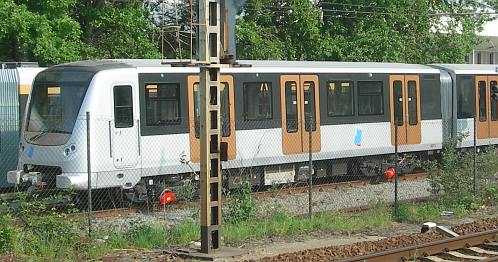
Livraison d’une nouvelle rame Boa.

- Les trains Boa ont commencé à être livrés par Construcciones y Auxiliar de Ferrocarriles[78] en avril 2007. En août 2007, la STIB les a inséré sur son réseau, lignes 1 et 5[79]. À la suite de la mise en service de ces nouvelles rames et de la refonte du réseau, les véhicules devenus excédentaires sur la ligne 1 ont été réaffectés aux lignes 2, 5 et 6, permettant une augmentation de capacité sur toutes les lignes. Une commande de 6 rames supplémentaires (M6+) de 2009[80] a été livrée en 2011, portant le parc du matériel roulant métro à 343 voitures, soit les 217 véhicules[81] des séries M1 à M5 et les 126 véhicules des séries M6 et M6+. Le nombre de rames disponibles est alors de 66, soit les 40 anciennes rames M1 à M4, les 5 rames M5 livrées en 2000 et les 21 trains M6 livrés en 2007.
- En octobre 2016, la STIB a conclu un accord-cadre d'une durée de 12 ans avec l'adjudicataire du marché MR-M7, la société CAF (Construcciones y Auxiliar de Ferrocarriles)[82]. L'accord-cadre a immédiatement été suivi d'une première commande ferme de 43 trains, en 2 séries : 22 trains dans un premier temps, et ensuite 21[83].Ces nouvelles rames désignées M7[84] sont basées sur le Boa mais amélioré. Ces rames seront les premières à avoir des écrans TFT indiquant les prochains arrêts (les Boa n'ont que des bandeaux LED). Les portes ne seront plus ouvertes par les passagers contrairement aux autres rames Mx et Boa mais de manière centralisée par le chauffeur.[réf. souhaitée] Aussi, le voyant clignotant rouge sera remplacé par un bandeau LED s'allumant en vert ou en rouge suivant l'état des portes. Ce procédé est déjà appliqué sur les bus les plus modernes de la STIB. Aussi, une variante automatique de ces rames a été présentée. Les maquettes ont été présentées au Musée du Tram. Les 22 trains de la première série devaient arriver fin 2019[85], mais ne le seront qu'en été 2021[86]. Ces nouvelles rames viendront renforcer la fréquence des lignes 1 et 5 en cohabitant avec les rames de type Boa. Cela permettra aux Mx de la ligne 5 d’être transférées sur les lignes 2 et 6 qui sont déjà entièrement desservies par les Mx. Un sondage a été lancé sur les réseaux sociaux fin 2017 afin de choisir la couleur de ces nouvelles rames. Deux coloris étaient proposés : bronze ou argenté. C'est finalement ce dernier qui a remporté le plus de suffrages[87].
- À terme 90 rames au total pourront être commandées[82], une partie automatisée servira également à l'exploitation de la future ligne 3.

Les lignes du pré-métro ont été équipées de trams à grande capacité, les T3000 mis en service en 2006 et les T4000 mis en service en 2015.

### Les installations fixes

#### Les installations techniques (dépôt-atelier)
On trouve au niveau de la station Delta, à proximité du campus de l’ULB à Ixelles, un grand dépôt permettant le stockage et la réparation des 90 rames circulant sur le métro de Bruxelles. Celui-ci possède de très grands ateliers situés au -4. C’est également un dépôt important de bus du réseau de la STIB. On y trouve également une école de conducteurs située dans le couloir « Est » de la station,.
Un deuxième dépôt métro a été construit en 2009 à Jacques Brel, entre la station du même nom et les stations Gare de l’Ouest et Delacroix. Il permet d’accueillir et d’entretenir les rames des lignes 2 et 6.
La construction d'un troisième dépôt métro débute en 2016 à proximité de la station Erasme. Cette infrastructure souterraine est destinée à accueillir 43 nouvelles rames de métro.

#### Signalisation
Le système de supervision-régulation de trafic des deux lignes de métro a été renouvelé par l'entreprise Thales. Commencée en décembre 2007, la première étape a porté sur la modernisation du système existant avec des fonctionnalités identiques, et fut mise en service en février 2009. La seconde étape du projet, mise en service fin 2009, apporta des compléments.
La signalisation des lignes de métro est du type KCV (contrôle de vitesse) datant des années 70. La STIB s'oriente, avant la possible introduction d'automatismes sans conducteur dans un futur au-delà de 2024, tout d'abord vers un projet de rénovation de la signalisation comprenant un équipement CBTC niveau d'automatisation 2 (exploitation non automatisée) des trains en exploitation (MR-M6, MR-Mx) et un équipement en CBTC niveau d'automatisation 4 (exploitation sans personnel à bord) de la nouvelle génération de trains (MR-M7) ainsi que dans la rénovation complète de la signalisation au sol existante et du Poste de commande centralisé en vue d'une exploitation en niveau 4.

#### Les voies et électrification
Les rames se conduisent sur rail avec un écartement standard (1 435 mm) et l’alimentation se fait via un troisième rail qui donne un courant continu d’une tension de 900 volts,.

## Exploitation du réseau et fréquentation

### Horaires et fréquences
Les trains circulent depuis environ 5 h 30 du matin (6 h le week-end et jours fériés) jusqu’à un peu après minuit, tous les jours de l’année.Sur les lignes 1 et 5, une rame passe en moyenne toutes les 5 minutes aux heures de pointe, offrant une fréquence de 2 min 30 s sur le tronçon commun, et toutes les 7 min 30 s aux heures creuses (10 minutes très tôt le matin et très tard le soir).
Le tronçon commun des lignes 2 et 6 a une fréquence de 3 min 15 s en heure de pointe, 3 min 45 s en heure creuse et 5 minutes le soir. La ligne 6, quant à elle, a une fréquence de 6 min 30 s en heure de pointe, 7 min 30 s en heure creuse et 10 minutes le soir. En cas de match au stade Roi Baudouin, toutes les rames circulent sur la ligne 6 moyennant une augmentation temporaire du nombre de rames pour maintenir les fréquences.
Lors des vacances scolaires, la fréquence de la circulation des métros est moindre.

## Tarification et financement
La tarification des lignes de la Société des transports intercommunaux de Bruxelles repose sur la carte MOBIB et sur deux systèmes décrits dans l'article  Tarification des transports en commun de la région de Bruxelles :
- Les titres Brupass et Brupass XL mis en place en février 2021 permettant l'accès aux réseaux STIB, TEC, De Lijn et SNCB ;
- Les titres propres à la STIB valables uniquement sur ses lignes.

Une exception majeure, la desserte de l'aéroport de Bruxelles-National par la ligne 12 au départ dudit aéroport : elle nécessite un titre ou abonnement « Go2City », mais un trajet à destination de l'aéroport peut s'effectuer avec un titre STIB ou Brupass.
Le financement du fonctionnement de la ligne, entretien, matériel et charges de personnel, est assuré par la STIB.

### Évolution du trafic

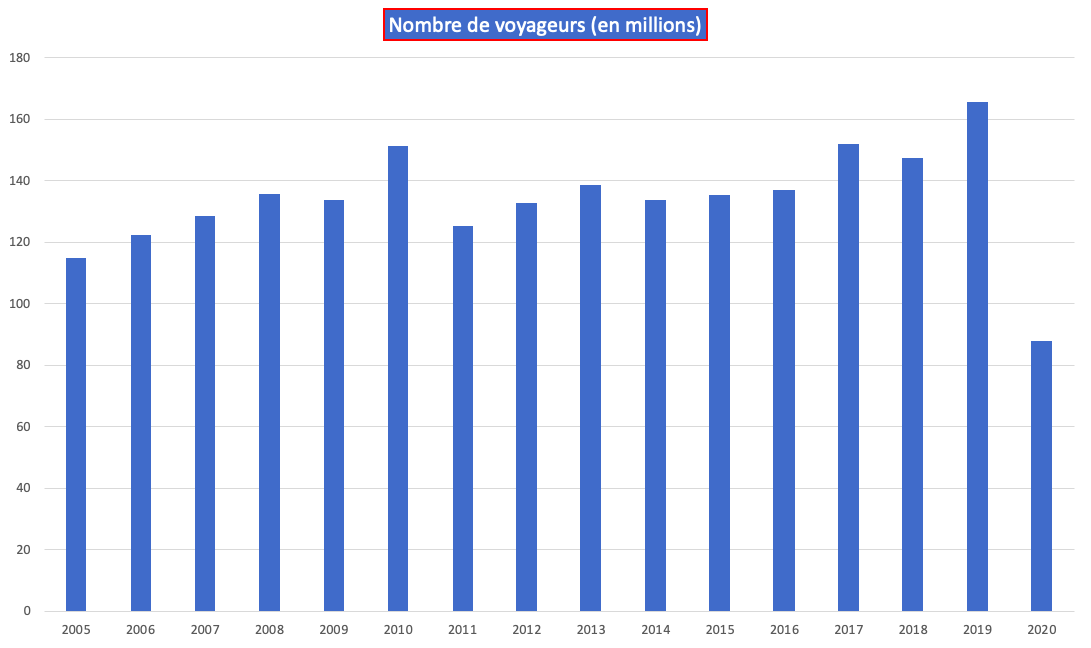
Fréquentation du métro Bruxellois par millions par an, de 2005 à 2020.

La fréquentation du réseau a connu entre l’année 2005 et 2006 une forte croissance de 8 % : le nombre de passagers transportés est passé de 114,5 millions à 122,5 en 2006. Les habitudes de l’usager ont également évolué : le trafic de week-end a augmenté de 12 % en 10 ans ; l’heure de pointe au niveau du trafic est concentrée entre 7 h 30 et 9 h le matin et entre 16 h et 19 h le soir.

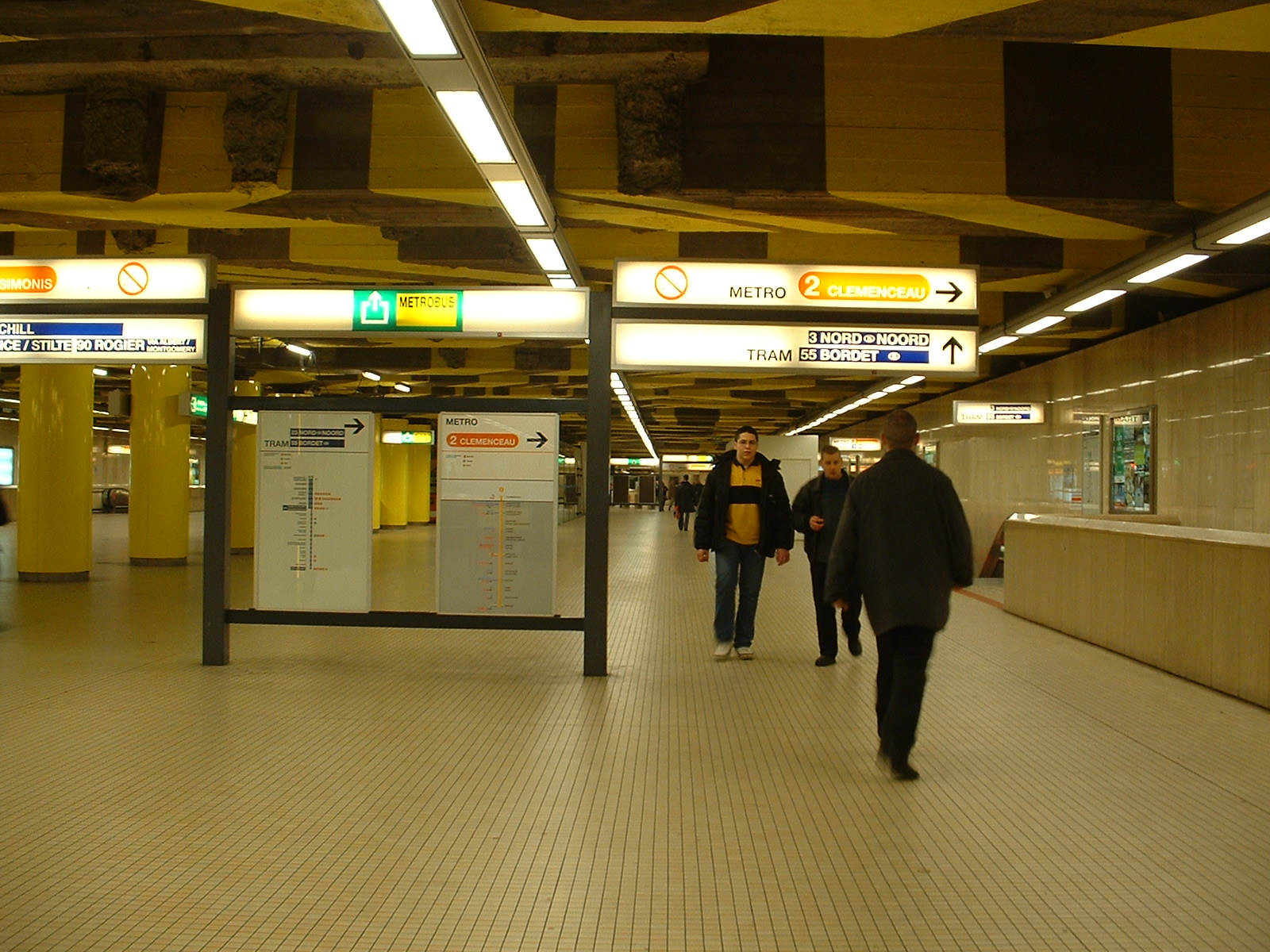
Ancienne signalétique à la station Gare du Midi.

| Année | Nombre de voyageurs (en millions) |
| ----- | --------------------------------- |
| 2005  | 114,5                             |
| 2006  | 121,9                             |
| 2007  | 128,3                             |
| 2008  | 135,5                             |
| 2009  | 133,4                             |
| 2010  | 150,8                             |
| 2011  | 125,0                             |
| 2012  | 132,4                             |
| 2013  | 138,3                             |
| 2014  | 133,4                             |
| 2015  | 134,9                             |
| 2016  | 136,8                             |
| 2017  | 151,7                             |
| 2018  | 147,1                             |
| 2019  | 165,3                             |
| 2020  | 87,6                              |

### Sécurité des voyageurs
Afin de faire baisser la criminalité dans les rames et stations de métro, la STIB a installé des bornes de communication gratuites permettant aux voyageurs égarés ou apeurés d’entrer en communication avec un conseiller de la STIB. Le voyageur peut alors obtenir, par exemple, des informations sur l’itinéraire à suivre ou signaler une agression. Dans ce dernier cas, une division spécialisée de la police fédérale peut intervenir dans les 4 ou 5 minutes. Ces policiers ont été formés spécialement dans ce domaine. Les 69 stations se trouvent dans 6 zones de police locale. De nombreuses caméras sont installées dans les stations permettant une intervention rapide en cas d’agression et une preuve du fait,.

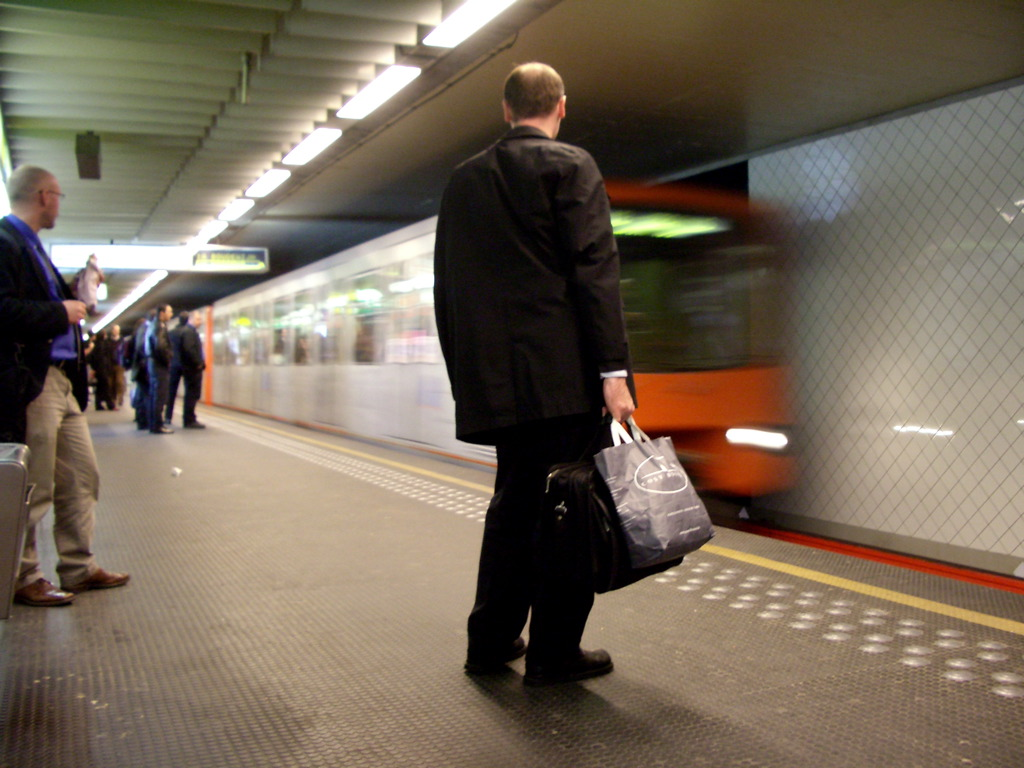
Personnes attendant l’arrêt de la rame.

### Service de substitution
Un M-Bus (autrefois métrobus), une desserte de substitution en surface par autobus d'une ligne de métro, est prévue en cas d'interruption du service pour travaux ou incident. Les arrêts sont signalés par des poteaux spécifiques, et fléchés depuis les quais de la station de métro correspondante. Ces arrêts sont généralement situés à proximité immédiate d'une des sorties de la station de métro, sauf lorsque l'accès par autobus est compromis (exemple: station Alma). La tarification est identique à celle du métro.

## Le métro et les Bruxellois

### Commerce
On trouve selon les stations des commerces tels que des Press Shop, des Starbucks, des supermarchés, des cybercafés, des restaurants, des snack-bars. Ces commerces intégrés dans le métro donnent une ambiance de centre commercial tout en étant dans une station de métro. Quelques stations telles que la station Crainhem ou Pannenhuis ne possèdent pas de commerces. La station Stockel a été installée dans un centre commercial jouxtant la Place Dumon.

### Musique

Logo définissant les endroits où les musiciens peuvent jouer.

Depuis le printemps 2007, la STIB a règlementé l’usage d’instruments de musique dans le métro. Dorénavant, il est interdit de jouer sur les quais ou dans les rames. Des endroits réservés à cet usage sont présents dans les stations. Ils sont identifiables par un logo en forme de clé de sol (représenté ci-contre) collé par terre ou au mur.
Les musiciens souhaitant jouer bénévolement dans les stations doivent demander une autorisation officielle tous les ans dans un des points Kiosk (guichets de vente rapide de la STIB). Ces autorisations sont délivrées après entretien avec un responsable de la gestion des musiciens du métro. Cet entretien vise à définir, entre autres, les motivations du musicien, le lieu où il souhaite jouer, etc.,
En 2011, la ministre régionale bruxelloise, Brigitte Grouwels, interdit la diffusion de chansons en français ou en néerlandais dans le métro bruxellois; précédemment, il arrivait que des chansons en français et en néerlandais soient diffusées (strictement en alternance pour respecter la parité linguistique) mais à chaque fois la STIB recevait de nombreuses lettres indignées écrites en néerlandais sur le thème « Je suis passé tel jour à telle heure dans telle station, et j'ai entendu dans les haut-parleurs une chanson en français. Il faudrait que ce soit en néerlandais. ».

### Journaux gratuits
À l’instar d’autres pays, un journal appelé Metro était distribué chaque matin gratuitement dans les gares. À Bruxelles, les deux éditions belges (néerlandophone et francophone) étaient disponibles dans les stations de métro ou de prémétro de la région depuis 2001. On y trouvait un contenu varié, souvent sous forme de dépêches, traitant de l’actualité belge et mondiale, de l’économie, du sport mais aussi le programme TV des principales chaînes belges, la météo ou l’horoscope. Ces éditions étaient très appréciées des lecteurs grâce à leur gratuité et leur accès rapide sans se détourner de son moyen de transport. L’édition belge de Metro n’est pas produite par Metro International, mais par Mass Transit Media. Sa version papier n'existe plus depuis le 1er novembre 2023.
Tous les jeudis, un journal bruxellois gratuit, La Tribune de Bruxelles, est disponible dans les stations de métro et de prémétro du réseau. Il traite, en français, de l’actualité bruxelloise et a pour slogan « les Bruxellois parlent aux Bruxellois ». Il est également distribué en supplément de La Libre Belgique, dans les bâtiments de la Commission européenne et dans les magasins Delhaize.
Depuis 2008, un troisième journal gratuit est disponible dans les stations importantes du réseau métro. Il s’agit de Brussel Deze Week, un journal qui traite en néerlandais de l’actualité bruxelloise. Le journal est accompagné de Agenda, un magazine trilingue (français, néerlandais, anglais) qui présente l’agenda de la semaine et les sorties cinéma.

### Anecdotes du métro bruxellois
- Dans les années 1960, le gouvernement belge craint une attaque nucléaire venant de l’URSS et décide de transformer deux stations du métro, Porte de Namur et Trône, en abris nucléaires. Le projet prit rapidement fin, la capacité des stations étant trop petite pour les 2 000 personnes prévues. Les vestiges de ces aménagements (un puits d’eau non contaminée, des filtres à air et des portes étanches) existent toujours sous les stations, mais sont invisibles et ne sont pas accessibles au grand public[106].
- En 1976, des infiltrations d’eau du Canal de Willebroek ont failli inonder l’axe est-ouest du tronçon tout fraîchement construit, et ce à 10 jours de l’inauguration[107].
- Certaines stations comportent plusieurs niveaux, mais seulement un ou deux d’entre eux sont vraiment utilisés. Ainsi, la station Louise comporte, en plus du niveau -1 (salle des guichets) et du niveau -2 (utilisé pour les lignes 2 et 6), un niveau -3. Celui-ci est long de 170 m et date du début des années 1980. Depuis sa construction, il n’a toujours pas accueilli un seul tram ou métro, malgré les 300 millions de francs belges (7,5 millions d’euros) investis dans l’ouvrage. Ce tunnel était destiné à accueillir les convois de l'avenue Louise dans une station de correspondance avec le métro de la petite ceinture[108]. Mais des pétitions de commerçants s'opposèrent à la mise en souterrain du transport en commun sous le goulet de l'avenue Louise pour le motif que cela détournerait le flux de la clientèle qui, au contraire, avec des tramways en surface, est censé pouvoir accéder immédiatement aux magasins de ce quartier de commerces de luxe.
- Des élargissements de tunnels existent aussi de part et d’autre du réseau. Le plus visible d’entre eux se trouve en sortie de Schuman, en direction de Mérode, après le rabattement de la voie-garage centrale. Il n'y a point d’intersection mystérieuse ici, mais seulement le vestige de la bifurcation qui servait aux trams, qui à l'époque n'avaient qu'un poste de conduite et prenaient leur courant par pantographe dans le tunnel et par trolley en surface, pour sortir du tunnel soit dans l'avenue d'Auderghem (vers La Chasse, Casernes [aujourd'hui Arsenal] et au-delà) soit du côté gauche du parc du Cinquantenaire (vers Porte de Tervueren [aujourd'hui Mérode], Montgomery et au-delà). Cette bifurcation a été déplacée et les trémies adjacentes supprimées lors de la conversion en métro lourd et de la prolongation vers Mérode[109].
- Il existe entre les stations Yser et Ribaucourt un élargissement du tunnel correspondant à une station dont seul le gros œuvre a été construit. Cette station (Sainctelette), considérée comme trop proche des deux stations avoisinantes, n'a jamais été mise en service, mais la lampe-témoin correspondante existe, sans légende, sur tous les annonceurs montrant le mouvement des rames sur les quais des lignes 2 et 6.
- Le tunnel menant de Diamant vers la sortie de la place Meiser continue tout droit, alors que la sortie se trouve plus à gauche. À l'origine, il était prévu de prolonger l’axe de la Grande Ceinture d’une station pour éviter le point noir en surface. Ceci n’a pas encore été fait, faute de moyens. Néanmoins, le plan Iris 2 pourrait prévoir de prolonger ce tunnel pour désengorger la place, qui est devenue encore un plus grand enfer pour tous les usagers de la voirie ces dernières années[110].
- En quittant station Louise vers l'Hôtel des Monnaies, on peut apercevoir un tunnel partant vers la gauche. Il s'agit du raccordement entre la ligne 2 et 6 et le prémétro Nord-Sud. Ce raccordement est inutilisé mais pourrait devenir utile lorsque l'axe Nord-Sud sera converti en métro.